# レッスルマニア
レッスルマニア（WrestleMania）は、アメリカのプロレス団体WWEが開催する年間最大のイベント。毎年4月頃に開催される。
1985年の第1回大会以降、現在まで41回開催されており、最も最近では2025年にラスベガスでレッスルマニア41が開催された。
レッスルマニアはWWE前会長のビンス・マクマホンが発案したWWEの最初のPPV大会であり、また世界最大のプロレスイベントである。

## 概要
プロレスイベントでは会場の中央に設置された、約6m四方の小さなリングで行われる試合を観戦すると言った形式を取り、サッカーや野球といった他スポーツと比較するとフィールドは非常に狭いわけだが、それでもレッスルマニアではその対戦カードの豪華さやブランディングにより毎年非常に多くの観客を集めている。WWEが発表する観客数は不正確という指摘はあるものの、1987年の第3回大会(メインイベントはハルク・ホーガン対アンドレ・ザ・ジャイアント)は、9万3173人という観衆を集め、2010年まで屋内におけるスポーツイベントの世界最多動員数の記録を保持していた。また2016年開催のレッスルマニア32では10万1763人の観客が詰めかけたと発表されている。
このように多くの観客を集めるレッスルマニアの開催場所はアメリカン・フットボールのスタジアムなどが多い。2025年大会はNFLチームのホーム・スタジアムであるアレジアント・スタジアムで開催され、公式発表で二日間で12万人以上の観客が詰めかけたとされている。
基本的に米国内で開催されるが、過去に2度カナダで開催されたことがある。未だ北米外での開催はない。世界中から多数のプロレスファンが集まるため、宿泊費や飲食費など開催地へ数十億円規模の経済効果をもたらすと言われ、スーパーボウルなどと同様に各都市がレッスルマニアの開催権を争って入札し、開催地が決定するという形式が取られている。例えば2025年大会では、開催地ラスベガスの観光局からWWEに500万ドルが助成金という形で渡され、さらにWWEはレッスルマニアの直前に開催される大規模ファンイベントであるザ・ワールドの会場の無償利用権も得ている。
また近年の大きな変化として、2020年大会以降、土日の連続2日間の開催になったこともあげられる。これは日本時間ではおよそ日曜日と月曜日の午前中に当たる。
さて、レッスルマニアでどのような試合が組まれるかだが、多くの場合は男子の最高王座のタイトル戦(現在では統一WWE王座)がメインイベントで行われることが多く、その他には女子やタッグのタイトル戦の他に、長期にわたる抗争の決着戦や、セレブリティが参加する試合(近年ではバッド・バニーが出場)などが行われることが特徴である。試合数は二日合わせて15試合程度である。
男子は1993年以降、女子は2018年以降、毎年1月に時間差バトルロイヤル形式のロイヤルランブル戦が同名イベントで行われている。勝者にはレッスルマニアでの王座挑戦権が与えられ、またそこから4月のレッスルマニアまで番組内で勝者は重要な立ち位置を占め、王者との間に遺恨を深めていくこととなる。このロイヤルランブルからレッスルマニアまでの約3ヶ月間はロード・トゥ・レッスルマニアなどと呼ばれ、毎週のRAW、SmackDownなどではレッスルマニアに向けたストーリーが中心に展開していく。
前述の通りプロレス界最大のイベントであるため、WWEのレスラーにとってレッスルマニアに出場すること、レッスルマニアで王座戦やメインイベントで試合をすることは、単に王座を獲得すること以上の目標あるいは子供の頃からの夢である。WWEの放送内でもレスラーにとっての夢の舞台といった表現をされることが多い。
また新たなスターが誕生する場ともいわれ、この大会での活躍をきっかけとしトップ・スターになった選手も多い。またファンの記憶に残るようなレッスルマニアでの名シーンは、レッスルマニア・モーメントと呼称さる。年月がたっても繰り返しファンの間で話題になり、団体史あるいはプロレスの歴史に刻まれるような名シーンも過去には多数生まれている。

## レッスルマニアウィーク
レッスルマニアが開催されるまでの直前約1週間はレッスルマニアウィークと呼ばれる。レッスルマニアウィークでは開催地周辺で、WWE公式のファンイベントであるザ・ワールド(旧レッスルマニア・アクセス)やNXTの特番なども開催されるが、2004年のWrestleMania XXより、WWE殿堂（WWE Hall of Fame）入り式典も行われている。近年では2024年にブル中野がWWE殿堂入りした際に、ここでスピーチを行っている。
また開催地に世界中から数万人のプロレスファンが集まることもあって、米国内外大小問わず多くの団体がその近隣で興行を開催する。世界中のプロレスファンに観戦してもらいアピールできる機会と言うこともあり、2025年も直前の4日間ほどで数十のプロレス興行が行われた。内訳はTNA、GCW、プログレスと言った有名団体の他に、日本からはスターダム、東京女子プロレス、DDT、マーベラスらがイベントを開催した。
さらに毎年開催されるレッスルコンというプロレス界最大のファンイベントでは試合のために開催地を訪れたWWE以外の様々な団体の選手や、引退したレジェンドレスラー、あるいはリングアナウンサーまで計100人以上が参加するサイン会が連日開催されている。2025年はリック・フレアー、スティング、ブレット・ハートらのレジェンドの他、ジョー・ヘンドリー、トニー・ストーム、ロンダ・ラウジーら、また日本からもザ・グレート・ムタ、長与千種、朱里、EVIL、YAMATOらが参加している。
このように、世界中からファンとレスラーとレジェンドらが1カ所に集まり多様なイベントが開催される一種の"お祭り"がレッスルマニアウィークである。

## 日時と会場、主要カード
| イベント              | 日時                   | 都市                                     | 会場                                                               | 観客                | 主要カード |
| --------------------- | ---------------------- | ---------------------------------------- | ------------------------------------------------------------------ | ------------------- | --- |
| レッスルマニア        | 1985年3月31日          | ニューヨーク                             | マディソン・スクエア・ガーデン                                     | 19,121              | ハルク・ホーガン＆ミスター・Tvsロディ・パイパー＆ポール・オーンドーフ |
| レッスルマニア2       | 1986年4月7日           | ユニオンデール ローズモント ロサンゼルス | ナッソー・コロシアム ローズモント・ホライゾン LAスポーツ・アリーナ | 16,585 9,000 14,500 | ミスター・Tvsロディ・パイパー WWF&NFL スーパースターズバトルロイヤル ハルク・ホーガンvsキングコング・バンディ（WWF王座戦・ケージマッチ）                                                                                               |
| レッスルマニアIII     | 1987年3月29日          | ポンティアック                           | ポンティアック・シルバードーム                                     | 93,173              | ハルク・ホーガンvsアンドレ・ザ・ジャイアント（WWF王座戦） |
| レッスルマニアIV      | 1988年3月27日          | アトランティックシティ                   | トランプ・プラザ                                                   | 19,199              | ハルク・ホーガンvsアンドレ・ザ・ジャイアント ランディ・サベージvsテッド・デビアス |
| レッスルマニアV       | 1989年4月2日           | アトランティックシティ                   | トランプ・プラザ                                                   | 20,369              | ランディ・サベージvsハルク・ホーガン（WWF王座戦） |
| レッスルマニアVI      | 1990年4月1日           | トロント                                 | スカイドーム                                                       | 67,678              | ハルク・ホーガンvsアルティメット・ウォリアー（WWF王座＆インターコンチネンタル王座戦） |
| レッスルマニアVII     | 1991年3月24日          | ロサンゼルス                             | LAスポーツ・アリーナ                                               | 16,158              | サージェント・スローターvsハルク・ホーガン（WWF王座戦） |
| レッスルマニアVIII    | 1992年4月5日           | インディアナポリス                       | フージャー・ドーム                                                 | 62,167              | リック・フレアーvsランディ・サベージ（WWF王座戦） ハルク・ホーガンvsシッド・ジャスティス |
| レッスルマニアIX      | 1993年4月4日           | ラスベガス                               | シーザーズ・パレス                                                 | 16,891              | ブレット・ハートvsヨコズナ（WWF王座戦） ヨコズナvsハルク・ホーガン（WWF王座戦） |
| レッスルマニアX       | 1994年3月20日          | ニューヨーク                             | マディソン・スクエア・ガーデン                                     | 19,444              | ヨコズナvsレックス・ルーガー（WWF王座戦） ヨコズナvsブレット・ハート（WWF王座戦） |
| レッスルマニアXI      | 1995年4月2日           | ハートフォード                           | シビック・センター                                                 | 16,305              | ディーゼルvsショーン・マイケルズ（WWF王座戦） ローレンス・テイラーvsバンバン・ビガロ |
| レッスルマニアXII     | 1996年3月31日          | アナハイム                               | アローヘッド・ポンド                                               | 18,853              | ブレット・ハートvsショーン・マイケルズ（WWF王座戦・アイアンマンマッチ） |
| レッスルマニア13      | 1997年3月23日          | ローズモント                             | ローズモント・ホライゾン                                           | 18,211              | ブレット・ハートvsスティーブ・オースチン サイコ・シッドvsジ・アンダーテイカー（WWF王座戦） |
| レッスルマニアXIV     | 1998年3月29日          | ボストン                                 | フリートセンター                                                   | 19,028              | ケインvsジ・アンダーテイカー ショーン・マイケルズvsスティーブ・オースチン（WWF王座戦） |
| レッスルマニアXV      | 1999年3月28日          | フィラデルフィア                         | ファースト・ユニオン・センター                                     | 19,514              | ザ・ロックvsスティーブ・オースチン（WWF王座戦） |
| レッスルマニア2000    | 2000年4月2日           | アナハイム                               | アローヘッド・ポンド                                               | 18,742              | トリプルHvsザ・ロックvsビッグ・ショーvsミック・フォーリー（WWF王座戦） |
| レッスルマニアX-Seven | 2001年4月1日           | ヒューストン                             | リライアント・アストロドーム                                       | 67,925              | トリプルHvsジ・アンダーテイカー ザ・ロックvsスティーブ・オースチン（WWF王座戦） |
| レッスルマニアX8      | 2002年3月17日          | トロント                                 | スカイドーム                                                       | 68,237              | ザ・ロックvsハリウッド・ハルク・ホーガン クリス・ジェリコvsトリプルH（統一王座戦） |
| レッスルマニアXIX     | 2003年3月30日          | シアトル                                 | セーフコ・フィールド                                               | 54,097              | トリプルHvsブッカー・T（世界王座戦） ハルク・ホーガンvsビンス・マクマホン ザ・ロックvsスティーブ・オースチン カート・アングルvsブロック・レスナー（WWE王座戦）                                                                         |
| レッスルマニアXX      | 2004年3月14日          | ニューヨーク                             | マディソン・スクエア・ガーデン                                     | 18,500              | ブロック・レスナーvsゴールドバーグ ケインvsジ・アンダーテイカー エディ・ゲレロvsカート・アングル（WWE王座戦） トリプルHvsクリス・ベノワvsショーン・マイケルズ（世界王座戦）                                                            |
| レッスルマニア21      | 2005年4月3日           | ロサンゼルス                             | ステイプルズ・センター                                             | 20,193              | ジョン・ブラッドショー・レイフィールドvsジョン・シナ（WWE王座戦） トリプルHvsバティスタ（世界王座戦） |
| レッスルマニア22      | 2006年4月2日           | ローズモント                             | オールステート・アリーナ                                           | 17,159              | カート・アングルvsレイ・ミステリオvsランティ・オートン（世界王座戦） ジョン・シナvsトリプルH（WWE王座戦） |
| レッスルマニア23      | 2007年4月1日           | デトロイト                               | フォード・フィールド                                               | 80,109              | バティスタvsジ・アンダーテイカー（世界王座戦） ボビー・ラシュリー（w / ドナルド・トランプ）vsウマガ（w / ビンス・マクマホン） ジョン・シナvsショーン・マイケルズ（WWE王座戦）                                                          |
| レッスルマニアXXIV    | 2008年3月30日          | オーランド                               | シトラス・ボウル                                                   | 74,635              | チャボ・ゲレロvsケイン（ECW王座戦） ランディ・オートンvsジョン・シナvsトリプルH（WWE王座戦） フロイド・メイウェザー・ジュニアvsビッグ・ショー エッジvsジ・アンダーテイカー（世界王座戦）                                               |
| レッスルマニアXXV     | 2009年4月5日           | ヒューストン                             | リライアント・スタジアム                                           | 72,744              | ジ・アンダーテイカーvsショーン・マイケルズ エッジvsジョン・シナvsビッグ・ショー（世界王座戦） トリプルHvsランディ・オートン（WWE王座戦）                                                                                               |
| レッスルマニアXXVI    | 2010年3月28日          | グレンデール                             | ユニバーシティ・オブ・フェニックス・スタジアム                     | 72,219              | ビンス・マクマホンvsブレット・ハート クリス・ジェリコvsエッジ（世界王座戦） バティスタvsジョン・シナ（WWE王座戦） ジ・アンダーテイカーvsショーン・マイケルズ                                                                           |
| レッスルマニアXXVII   | 2011年4月3日           | アトランタ                               | ジョージア・ドーム                                                 | 71,617              | エッジvsアルベルト・デル・リオ（世界王座戦） ジ・アンダーテイカーvsトリプルH ザ・ミズvsジョン・シナ（WWE王座戦） |
| レッスルマニアXXVIII  | 2012年4月1日           | マイアミ                                 | サンライフ・スタジアム                                             | 78,363              | ジ・アンダーテイカーvsトリプルH（ヘル・イン・ア・セル） CMパンクvsクリス・ジェリコ（WWE王座戦） ダニエル・ブライアンvsシェイマス（世界王座戦） ザ・ロックvsジョン・シナ                                                                |
| レッスルマニア29      | 2013年4月7日           | イーストラザフォード                     | メットライフ・スタジアム                                           | 80,676              | ザ・ロックvsジョン・シナ（WWE王座戦） ジ・アンダーテイカーvsCMパンク トリプルHvsブロック・レスナー アルベルト・デル・リオvsジャック・スワガー（世界王座戦）                                                                            |
| レッスルマニアXXX     | 2014年4月6日           | ニューオーリンズ                         | メルセデス・ベンツ・スーパードーム                                 | 75,167              | ランディ・オートンvsバティスタvsダニエル・ブライアン（WWE世界王座戦） ジ・アンダーテイカーvsブロック・レスナー ジョン・シナvsブレイ・ワイアット                                                                                        |
| レッスルマニア31      | 2015年3月29日          | サンタクララ                             | リーバイス・スタジアム                                             | 76,976              | ブロック・レスナーvsローマン・レインズ (WWE世界王座戦) トリプルHvsスティング ジ・アンダーテイカーvsブレイ・ワイアット |
| レッスルマニア32      | 2016年4月3日           | アーリントン                             | AT&Tスタジアム                                                     | 101,763             | トリプルHvsローマン・レインズ (WWE世界王座戦) ジ・アンダーテイカーvsシェイン・マクマホン（ヘル・イン・ア・セル） シャーロットvsサシャ・バンクスvsベッキー・リンチ（WWE女子王座戦） ブロック・レスナーvsディーン・アンブローズ          |
| レッスルマニア33      | 2017年4月2日           | オーランド                               | キャンピング・ワールド・スタジアム                                 | 75,245              | トリプルHvsセス・ロリンズ ブレイ・ワイアットvsランディ・オートン (WWE王座戦) ゴールドバーグvsブロック・レスナー (ユニバーサル王座戦) ジ・アンダーテイカーvsローマン・レインズ                                                          |
| レッスルマニア34      | 2018年4月8日           | ニューオーリンズ                         | メルセデス・ベンツ・スーパードーム                                 | 78,133              | ダニエル・ブライアン&シェイン・マクマホン vs ケビン・オーエンズ&サミ・ゼイン AJスタイルズvs中邑真輔 (WWE王座戦) ブロック・レスナー vs ローマン・レインズ (ユニバーサル王座戦)                                                          |
| レッスルマニア35      | 2019年4月7日           | イーストラザフォード                     | メットライフ・スタジアム                                           | 82,265              | ブロック・レスナーvsセス・ロリンズ（ユニバーサル王座戦） ダニエル・ブライアンvsコフィ・キングストン（WWE王座戦） ロンダ・ラウジーvsシャーロット・フレアーvs "ザ・マン"ベッキー・リンチ（勝者総取り形式ロウ・スマックダウン女子王座戦） |
| レッスルマニア36      | 2020年4月4–5日（放送） | フロリダ州タンパオーランド               | レイモンド・ジェームス・スタジアムWWEパフォーマンスセンター        | 無観客              | AJスタイルズvsジ・アンダーテイカー（ボーンヤード戦） ブロック・レスナーvs ドリュー・マッキンタイア（WWE王座戦） |
| レッスルマニア37      | 2021年4月10–11日       | タンパ                                   | レイモンド・ジェームス・スタジアム                                 | 51,350（2日合計）   | サーシャ・バンクスvsビアンカ・ブレア（スマックダウン女子王座戦） ローマン・レインズvsダニエル・ブライアンvsエッジ（ユニバーサル王座戦）                                                                                                |
| レッスルマニア38      | 2022年4月2–3日         | アーリントン                             | AT&Tスタジアム                                                     |                     | ローマン・レインズvsブロック・レスナー（WWE&ユニバーサルダブル選手権） |
| レッスルマニア39      | 2023年4月1–2日         | イングルウッド                           | SoFiスタジアム                                                     |                     | ローマン・レインズvsコーディ・ローデス（WWE統一ユニバーサル選手権試合） |
| レッスルマニアXL      | 2024年4月6–7日         | フィラデルフィア                         | リンカーン・フィナンシャル・フィールド                             |                     | ローマン・レインズvsコーディ・ローデス（WWE統一ユニバーサル選手権試合） |
| レッスルマニア41      | 2025年4月19–20日       | ラスベガス                               | アレジアント・スタジアム                                           |                     | |
| レッスルマニア42      | 2026年4月18–19日       | ラスベガス                               | アレジアント・スタジアム                                           |                     | |
| （未発表）            | （未発表）             | インディアナポリス                       | ルーカス・オイル・スタジアム                                       |                     | |

## 試合結果

### 第1回大会（1985年）Wrestle Mania "The Greatest Wrestling Event of All Time!"
- 開催日 : 3月31日
- 開催場所 : ニューヨーク州ニューヨークシティのマディソン・スクエア・ガーデン
- 観客動員数 : 19,121人
- ○ティト・サンタナ vs ジ・エクスキューショナー●
- ○キングコング・バンディ (w / ジミー・ハート) vs S・D・ジョーンズ●
- ○リッキー "ザ・ドラゴン" スティムボート vs マット・ボーン●
- △デビッド・サンマルチノ (w / ブルーノ・サンマルチノ) vs ブルータス・ビーフケーキ (w / "ラシャス" ジョニー・バリアント)△
- WWFインターコンチネンタル王座戦 -WWF Intercontinental Championship-

●グレッグ "ザ・ハンマー" バレンタイン(c) vs ジャンクヤード・ドッグ○
グレッグ・バレンタインのカウントアウト負けのため王座移動は無し
- WWFタッグ王座戦 -WWF Tag Team Championship-

●USエクスプレス (マイク・ロトンド&バリー・ウインダム)(c) (w / ルー・アルバーノ) vs ニコライ・ボルコフ&アイアン・シーク (w / "クラッシー" フレディ・ブラッシー)○
- $15,000争奪ボディスラム・マッチ -Body Slam Match-

○アンドレ・ザ・ジャイアント vs ビッグ・ジョン・スタッド (w / ボビー "ザ・ブレイン" ヒーナン)●
- WWF女子王座戦 -WWF Women's Championship-

●レイラニ・カイ(c) (w / ファビュラス・ムーラ) vs ウェンディ・リヒター (w / シンディ・ローパー)○
- ○ハルク・ホーガン&ミスター・T (w / "スーパーフライ" ジミー・スヌーカ) vs "ラウディ" ロディ・パイパー&"ミスター・ワンダフル" ポール・オーンドーフ (w / "カウボーイ" ボブ・オートン)●

スペシャル・アウトサイド・レフェリー：モハメド・アリ

### 第2回大会（1986年）Wrestle Mania 2 "What the World Has Come to"
- 開催日 : 4月7日（3会場同時開催）

#### ナッソー・コロシアム
- 開催場所 : ニューヨーク州ユニオンデールのナッソー・コロシアム
- 観客動員数 : 16,585人
- △"ミスター・ワンダフル" ポール・オーンドーフ vs "マグニフィセント" ドン・ムラコ (w / ミスター・フジ)△
- WWFインターコンチネンタル王座戦 -WWF Intercontinental Championship-

○"マッチョマン" ランディ・サベージ(c) (w / ミス・エリザベス) vs ジョージ "ジ・アニマル" スティール●
- ○ジェイク "ザ・スネーク" ロバーツ vs ジョージ・ウェルズ●
- ボクシング・マッチ -Boxing Match-

○ミスター・T(w / ジョー・フレージャー&ザ・ハイチ・キッド) vs "ラウディ" ロディ・パイパー (w / "カウボーイ" ボブ・オートン)●
ロディ・パイパーの反則負け

#### ローズモント・ホライゾン
- 開催場所 : イリノイ州シカゴのローズモント・ホライゾン
- 観客動員数 : 9,000人
- WWF女子王座戦 -WWF Women's Championship-

○ファビュラス・ムーラ(c) vs ベルベット・マッキンタイヤー●
- フラッグ・マッチ -Flag Match-

○コーポラル・カーシュナー vs ニコライ・ボルコフ (w / "クラッシー" フレディ・ブラッシー)●
- WWF&NFLバトルロイヤル -WWF and NFL Battle Royal-

優勝者アンドレ・ザ・ジャイアント
WWF側出場者：アンドレ・ザ・ジャイアント,ペドロ・モラレス,トニー・アトラス,テッド・アーシディー,ダニー・スパイビー,ヒルビリー・ジム,キング・トンガ,アイアン・シーク,ビッグ・ジョン・スタッド,ブライアン・ブレアー,ジャンピング・ジム・ブランゼル,ブレット "ヒットマン" ハート,ジム "ジ・アンヴィル" ナイドハート,ブルーノ・サンマルチノ
NFL側出場者：ジンボ・コバート(シカゴ・ベアーズ),ハーベイ・マーティン(ダラス・カウボーイズ),アーニー・ホームズ(ピッツバーグ・スティーラーズ),ビル・フラリック(アトランタ・ファルコンズ),ラス・フランシス(サンフランシスコ・フォーティナイナーズ),ウィリアム "リフリッジレーター" ペリー(シカゴ・ベアーズ)
- WWFタッグ王座戦 -WWF Tag Team Championship-

●ザ・ドリーム・チーム(ブルータス・ビーフケーキ&グレッグ "ザ・ハンマー" バレンタイン)(c) (w / "ラシャス" ジョニー・バリアント) vs ブリティッシュ・ブルドッグス(ダイナマイト・キッド&デイビーボーイ・スミス) (w / キャプテン・ルー・アルバーノ&オジー・オズボーン)○

#### ロサンゼルス・メモリアル・スポーツ・アリーナ
- 開催場所 : カリフォルニア州ロサンゼルスのロサンゼルス・メモリアル・スポーツ・アリーナ
- 観客動員数 : 14,500人
- ○リッキー "ザ・ドラゴン" スティムボート vs ハーキュリーズ●
- ○"アドラブル" エイドリアン・アドニス (w / ジミー・ハート) vs アンクル・エルマー●
- ○テリー・ファンク&ホス・ファンク (w / ジミー・ハート) vs ティト・サンタナ&ジャンクヤード・ドッグ●
- スティール・ケージ・マッチ形式WWF王座戦 -Steel Cage Match for the WWF Championship-

○ハルク・ホーガン(c) vs キングコング・バンディ (w / ボビー"ザ・ブレイン" ヒーナン)●

### 第3回大会（1987年）Wrestle Mania III "Bigger! Better! Badder!"
- 開催日 : 3月29日
- 開催場所 : ミシガン州ポンティアックのポンティアック・シルバードーム
- 観客動員数 : 93,173人
- 公式大会曲 : アレサ・フランクリン (Aretha Franklin) - Who's Zoomin' Who?
- ○カンナム・コネクション(リック・マーテル&トム・ジンク) vs ドン・ムラコ&"カウボーイ" ボブ・オートン (w / ミスター・フジ)●
- △ビリー・ジャック・ヘインズ vs ハーキュリーズ (w / ボビー・ヒーナン)△
- ○ヒルビリー・ジム,リトル・ビーバー&ザ・ハイチ・キッド vs キングコング・バンディ,リトル・トーキョー&ザ・ロード・リトルブルック●
- ○ハーリー・レイス (w / ボビー・ヒーナン&ファビュラス・ムーラ) vs ジャンクヤード・ドッグ●
- ○ザ・ドリーム・チーム(ブルータス・ビーフケーキ&グレッグ "ザ・ハンマー" バレンタイン) (w / ジョニー・バリアント&ディノ・ブラボー) vs ファビュラス・ルージョー・ブラザーズ(レイモンド・ルージョー&ジャック・ルージョー)●
- 敗者髪切り戦 -Hair vs. Hair Match-

○"ラウディ" ロディ・パイパー vs "アドラブル" アドリアン・アドニス(w / ジミー・ハート)●
- ○ハート・ファウンデーション(ブレット・ハート&ジム・ナイドハート)&ダニー・デービス（英語版）(w / ジミー・ハート) vs ブリティッシュ・ブルドッグス(ダイナマイト・キッド&デイビーボーイ・スミス)&ティト・サンタナ●
- ○"ザ・ナチュラル" ブッチ・リード (w / スリック) vs ココ・B・ウェア●
- WWFインターコンチネンタル王座戦 -WWF Intercontinental Championship-

●"マッチョマン" ランディ・サベージ(c) (w / ミス・エリザベス) vs リッキー "ザ・ドラゴン" スティムボート (w / ジョージ "ジ・アニマル" スティール)○
- ○ホンキー・トンク・マン (w / ジミー・ハート) vs ジェイク "ザ・スネーク" ロバーツ (w / アリス・クーパー)●
- ○アイアン・シーク&ニコライ・ボルコフ (w / スリック) vs ザ・キラー・ビーズ(ジム・ブランゼル&ブライアン・ブレアー)●
- WWF王座戦 -WWF Championship-

○ハルク・ホーガン(c) vs アンドレ・ザ・ジャイアント (w / ボビー・ヒーナン)●

### 第4回大会（1988年）Wrestle Mania IV "What the World is Watching"
- 開催日 : 3月27日
- 開催場所 : ニュージャージー州アトランティックシティのトランプ・プラザ コンベンションホール
- 観客動員数 : 14,000人
- インビテーショナル・バトルロイヤル -Invitational Battle Royal-

優勝者 バッド・ニュース・ブラウン
以下参加者一覧
バッド・ニュース・ブラウン, ブレット・ハート, ジム・ナイドハート, ポール・ローマ,  ジム・パワーズ, シカ, ダニー・デービス, ジム・ブランゼル, ブライアン・ブレアー, サム・ヒューストン, レイモンド・ルージョー, ジャック・ルージョー, ケン・パテラ, "アウトロー" ロン・バス, ジャンクヤード・ドッグ, ニコライ・ボルコフ, ボリス・ズーコフ, ヒルビリー・ジム, ハーリー・レイス, ジョージ "ジ・アニマル" スティール
- ○アルティメット・ウォリアー vs ハーキュリーズ●
- WWFインターコンチネンタル王座戦 -WWF Intercontinental Championship-

●ホンキー・トンク・マン(c) vs ブルータス "ザ・バーバー" ビーフケーキ○
- ○アイランダーズ(ハク&タマ（英語版）)&ボビー "ザ・ブレイン" ヒーナン vs ブリティッシュ・ブルドッグス(ダイナマイト・キッド&デイビーボーイ・スミス)&ココ・B・ウェア●
- WWFタッグ王座戦 -WWF Tag Team Championship-

●ストライク・フォース(ティト・サンタナ&リック・マーテル)(c) vs デモリッション(アックス&スマッシュ)(w / ミスター・フジ)○
- WWF世界ヘビー級王座決定トーナメント -Tournament Match for the vacant WWF Championship-

トーナメント1回戦
○テッド・デビアス vs ジム・ドゥガン●
○ドン・ムラコ vs ディノ・ブラボー●
○グレッグ・バレンタイン vs リッキー・スティムボート●
○ランディ・サベージ vs ブッチ・リード●
○ワンマン・ギャング vs バンバン・ビガロ●
△ジェイク・ロバーツ vs リック・ルード△
トーナメント2回戦
△ハルク・ホーガン vs アンドレ・ザ・ジャイアント△
○テッド・デビアス vs ドン・ムラコ●
○ランディ・サベージ vs グレッグ・バレンタイン●
準決勝
○ランディ・サベージ vs ワンマン・ギャング●
決勝戦
○ランディ・サベージ vs テッド・デビアス●
サベージが空位となっていたWWF世界ヘビー級王座獲得

### 第5回大会（1989年）Wrestle Mania V "The Mega Powers Explode"
- 開催日 : 4月2日
- 開催場所 : ニュージャージー州アトランティックシティのトランプ・プラザコンベンションホール
- 観客動員数 : 18,946人
- ○ハーキュリーズ vs キング・ハク (w / ボビー・ヒーナン)●
- ○ツイン・タワーズ(ビッグ・ボスマン&アキーム) (w / スリック） vs ザ・ロッカーズ(ショーン・マイケルズ&マーティ・ジャネッティ)●
- △ブルータス・ビーフケーキ vs テッド・デビアス (w / バージル)△
- ○ザ・ブッシュワッカーズ(ルーク・ウィリアムス&ブッチ・ミラー) vs ファビュラス・ルージョーズ(ジャック・ルージョー&レイモンド・ルージョー) (w / ジミー・ハート)●
- ○ミスター・パーフェクト vs ブルー・ブレイザー●
- ハンディキャップ形式WWFタッグ王座戦 -Handicap tag team Match for the WWF Tag Team Championship-

○デモリッション(アックス&スマッシュ)(c) vs パワーズ・オブ・ペイン(ザ・バーバリアン&ザ・ウォーロード)&ミスター・フジ●
- ○ディノ・ブラボー (w / フレンチ・マーチン) vs ロニー・ガービン●
- ○ブレイン・バスターズ(アーン・アンダーソン&タリー・ブランチャード) (w / ボビー・ヒーナン) vs ストライク・フォース(リック・マーテル&ティト・サンタナ)●
- ○ジェイク・ロバーツ vs アンドレ・ザ・ジャイアント (w / ボビー・ヒーナン)●

スペシャル・レフェリー：ビッグ・ジョン・スタッド
- ○ハート・ファウンデーション(ブレット・ハート&ジム・ナイドハート) vs リズム&ブルース（ホンキー・トンク・マン&グレッグ・バレンタイン) (w / ジミー・ハート)●
- WWFインターコンチネンタル王座戦 -WWF Intercontinental Championship-

●アルティメット・ウォリアー(c) vs リック・ルード (w / ボビー・ヒーナン)○
- △ジム・ドゥガン vs バッド・ニュース・ブラウン△
- ○レッド・ルースター vs ボビー・ヒーナン (w / ブルックリン・ブロウラー)●
- WWF世界ヘビー級王座戦 -WWF Championship-

●ランディ・サベージ(c) vs ハルク・ホーガン○

### 第6回大会（1990年）Wrestle Mania VI "The Ultimate Challenge"
- 開催日 : 4月1日
- 開催場所 : オンタリオ州トロントのスカイドーム
- 観客動員数 : 67,678人
- ダーク・マッチ -Dark Match-

○ポール・ローマ vs ブルックリン・ブロウラー●
- ○リック・マーテル vs ココ・B・ウェア●
- WWFタッグ王座戦 -Tag team match for the WWF Tag Team Championship-

●コロッサル・コネクション(アンドレ・ザ・ジャイアント&キング・ハク) (w / ボビー・ヒーナン） vs デモリッション(アックス&スマッシュ)○
- ○アースクエイク (w / ジミー・ハート) vs ハーキュリーズ●
- ○ブルータス・ビーフケーキ vs ミスター・パーフェクト (w / ザ・ジニアス)●
- △ロディ・パイパー vs バッドニュース・ブラウン△
- ○ハート・ファウンデーション(ブレット・ハート&ジム・ナイドハート) vs ボルシェビクス(ニコライ・ボルコフ&ボリス・ズーコフ)●
- ○ザ・バーバリアン (w / ボビー・ヒーナン) vs ティト・サンタナ●
- ○ダスティ・ローデス&サファイア vs ランディ・サベージ&センセーショナル・シェリー●
- ○オリエント・エクスプレス(サトー&タナカ) (w / ミスター・フジ) vs ザ・ロッカーズ(ショーン・マイケルズ&マーティ・ジャネッティ)●
- ○ジム・ドゥガン vs ディノ・ブラボー (w / ジミー・ハート&アースクエイク)●
- ○テッド・デビアス (w / バージル) vs ジェイク・ロバーツ●
- ○ビッグ・ボスマン vs アキーム (w / スリック)●
- ○リック・ルード (w / ボビー・ヒーナン) vs ジミー・スヌーカ●
- WWF世界ヘビー級王座戦 -WWF Championship-

●ハルク・ホーガン(c) vs アルティメット・ウォリアー○

### 第7回大会（1991年）Wrestle Mania VII "Superstars and Stripes Forever"
- 開催日 : 3月24日
- 開催場所 : カリフォルニア州ロサンゼルスのロサンゼルス・メモリアル・スポーツ・アリーナ
- 観客動員数 : 16,185人
- ダーク・マッチ -Dark Match-

○ココ・B・ウェア vs ブルックリン・ブローラー●
- ○ザ・ロッカーズ(ショーン・マイケルズ&マーティ・ジャネッティ) vs ハク&ザ・バーバリアン (w / ボビー・ヒーナン)●
- ○テキサス・トルネード vs ディノ・ブラボー (w / ジミー・ハート)●
- ○ブリティッシュ・ブルドッグ vs ザ・ウォーロード (w / スリック)●
- WWF世界タッグ王座戦 -WWF Tag Team Championship-

●ハート・ファウンデーション(ブレット・ハート&ジム・ナイドハート)(c) vs ナスティ・ボーイズ(ブライアン・ノッブス&ジェリー・サッグス) (w / ジミー・ハート)○
- 目隠し戦 -Blindfold Match-

○ジェイク "ザ・スネーク" ロバーツ vs リック "ザ・モデル" マーテル●
- ○ジ・アンダーテイカー (w / ポール・ベアラー) vs ジミー・スヌーカ●
- 敗者引退マッチ -Retirement Match-

○アルティメット・ウォリアー vs ランディ・サベージ (w / センセーショナル・シェリー)●
- ○天龍源一郎&北尾光司 vs デモリッション(スマッシュ&クラッシュ) (w / ミスター・フジ)●
- WWFインターコンチネンタル王座戦 -WWF Intercontinental Championship-

●ミスター・パーフェクト(c) (w / ボビー・ヒーナン) vs ビッグ・ボスマン○
反則裁定のため王座移動せず
- ○アースクエイク (w / ジミー・ハート) vs グレッグ・バレンタイン●
- ○リージョン・オブ・ドゥーム(ホーク&アニマル) vs パワー&グローリー(ハーキュリーズ&ポール・ローマ) (w / スリック)●
- ○バージル (w / ロディ・パイパー) vs テッド・デビアス●
- ○ザ・マウンティー (w / ジミー・ハート) vs ティト・サンタナ●
- WWF世界ヘビー級王座戦 -WWF Championship-

●サージェント・スローター(c) (w / ジェネラル・アドナン) vs ハルク・ホーガン○

### 第8回大会（1992年）Wrestle Mania VIII "Friendship Torn Apart! / The Macho/Flair Affair!"
- 開催日 : 4月5日
- 開催場所 : インディアナ州インディアナポリスのフージャー・ドーム
- 観客動員数 : 62,167人
- ダーク・マッチ -Dark match-

○ザ・ブッシュワッカーズ(ブッチ・ミラー&ルーク・ウィリアムス) vs ビバリー・ブラザーズ(ボウ・ビバリー&ブレーク・ビバリー)●
- ○ショーン・マイケルズ (w / センセーショナル・シェリー) vs "エル・マタドール" ティト・サンタナ●
- ○ジ・アンダーテイカー (w / ポール・ベアラー) vs ジェイク "ザ・スネーク" ロバーツ●
- WWFインターコンチネンタル王座戦 -WWF Intercontinental Championship-

●"ラウディ" ロディ・パイパー(c) vs ブレット "ヒットマン" ハート○
- ○ビッグ・ボスマン&ハクソー・ジム・ドゥガン&サージェント・スローター&バージル vs ザ・マウンティー&リポマン&ナスティ・ボーイズ(ジェリー・サッグス&ブライアン・ノッブス) (w / ジミー・ハート)●
- WWF世界ヘビー級王座戦 -WWF Championship-

●"ネイチャーボーイ" リック・フレアー(c) (w / ミスター・パーフェクト) vs "マッチョマン" ランディ・サベージ (w / ミス・エリザベス)○
- ○タタンカ vs リック "ザ・モデル" マーテル●
- WWFタッグ王座戦 -WWF Tag Team Championship-

●マネー・インク("ミリオンダラー・マン" テッド・デビアス&IRS)(c) (w / ジミー・ハート) vs ナチュラル・ディザスターズ(アースクエイク&タイフーン)○
カウントアウト裁定で王座移動せず
- ○"ザ・ロケット" オーエン・ハート vs スキナー●
- ○ハルク・ホーガン vs シッド・ジャスティス (w / ハービー・ウィップルマン)●

パパ・シャンゴの乱入でホーガンが反則勝ち

### 第9回大会（1993年）Wrestle Mania IX "An Event of Epic Proportions"
- 開催日 : 4月4日
- 開催場所 : ネバダ州ラスベガスのシーザーズ・パレス
- 観客動員数 : 16,891人
- ダーク・マッチ -Dark match-

○ティト・サンタナ vs パパ・シャンゴ
- WWFインターコンチネンタル王座戦 -WWF Intercontinental Championship-

●ショーン・マイケルズ(c) (w / ルナ・バション) vs タタンカ (w / センセーショナル・シェリー)○
ショーン・マイケルズのカウントアウト負けのため王座移動は無し
- ○ザ・スタイナー・ブラザーズ(リック・スタイナー&スコット・スタイナー) vs ザ・ヘッドシュリンカーズ(ファトゥ&サムゥ) (w / アファ)●
- ○ドインク・ザ・クラウン vs クラッシュ●
- ○レイザー・ラモン vs ボブ・バックランド●
- WWFタッグ王座戦 -WWF Tag Team Championship-

○マネー・インク(テッド・デビアス&IRS)(c) vs ザ・メガマニアックス(ハルク・ホーガン&ブルータス "ザ・バーバー" ビーフケーキ) (w / ジミー・ハート)●
- ○"ザ・ナルシスト" レックス・ルガー vs ミスター・パーフェクト●
- ○ジ・アンダーテイカー (w / ポール・ベアラー) vs ジャイアント・ゴンザレス (w / ハービー・ウィップルマン)●

ジャイアント・ゴンザレスの反則負け
- WWF王座戦 -WWF Championship-

●ブレット "ヒットマン" ハート(c) vs ヨコズナ (w / ミスター・フジ & ジム・コルネット)○
- WWF王座戦 -WWF Championship-

●ヨコズナ(c) (w / ミスター・フジ & ジム・コルネット) vs ハルク・ホーガン○

### 第10回大会（1994年）Wrestle Mania X "Ten Years in the Making"
- 開催日 : 3月20日
- 開催場所 : ニューヨーク州ニューヨーク市のマディソン・スクエア・ガーデン
- 観客動員数 : 18,065人
- ダーク・マッチ -Dark match-

○ヘブンリー・ボディーズ(ジミー・デル・レイ&トム・プリチャード) vs ザ・ブッシュワッカーズ(ルーク・ウィリアムス&ブッチ・ミラー)●
- ○オーエン・ハート vs ブレット・ハート●
- ○バンバン・ビガロ&ルナ・バション vs ドインク・ザ・クラウン&ディンク●
- ○ランディ・サベージ vs クラッシュ●
- WWF女子王座戦 -WWF Women's Championship-

○アランドラ・ブレイズ(c) vs レイラニ・カイ●
- WWFタッグ王座 -WWF Tag Team Championship-

●ケベッカーズ(ジャック&ピエール)(c) vs メン・オン・ナ・ミッション(メイブル&モー)○
- WWF王座戦 -WWF Championship- スペシャル・レフェリー：ミスター・パーフェクト

○ヨコズナ(c) vs レックス・ルガー●
- ○アースクエイク vs アダム・ボム●
- ラダー・マッチ形式WWFインターコンチネンタル王座戦 -Ladder Match for the WWF Intercontinental Championship-

○レイザー・ラモン(c) vs ショーン・マイケルズ●
- WWF王座戦 -WWF Championship- スペシャル・レフェリー "ラウディ" ロディ・パイパー

●ヨコズナ(c) (w / ミスター・フジ&ジム・コルネット) vs ブレット "ヒットマン" ハート○

### 第11回大会（1995年）Wrestle Mania XI
- 開催日 : 4月2日
- 開催場所 : コネチカット州ハートフォードのハートフォード・シビック・センター
- 観客動員数 : 16,305人
- ○ジ・アライド・パワーズ(レックス・ルガー&ブリティッシュ・ブルドッグ) vs ザ・ブルー・ブラザーズ(イーライ&ジェイコブ) (w / アンクル・ゼベカイア) ●
- WWFインターコンチネンタル王座戦 -WWF Intercontinental Championship-

●ジェフ・ジャレット(c) (w / ローディー) vs レイザー・ラモン (w / 1-2-3キッド)○
ジェフ・ジャレットの反則負けのため王座移動は無し
- ○ジ・アンダーテイカー (w / ポール・ベアラー) vs キングコング・バンディ (w / テッド・デビアス)●
- WWFタッグ王座戦 -WWF Tag Team Championship-

○オーエン・ハート&ヨコズナ(c) (w / ミスター・フジ&ジム・コルネット) vs ザ・スモーキン・ガンズ(ビリー・ガン&バート・ガン)●
- アイ・クイット・マッチ -"I Quit" Match- スペシャル・レフェリー：ロディ・パイパー

○ブレット・ハート vs ミスター・ボブ・バックランド●
- WWF王座戦 -WWF Championship-

○ディーゼル(c) (w / パメラ・アンダーソン) vs ショーン・マイケルズ (w / シッド&ジェニー・マッカーシー)●
- ○ローレンス・テイラー vs バンバン・ビガロ (w / テッド・デビアス)●

### 第12回大会（1996年）Wrestle Mania XII
- 開催日 : 3月31日
- 開催場所 : カリフォルニア州アナハイムのアローヘッド・ポンド
- 観客動員数 : 18,853人
- フリー・フォー・オール・マッチ/WWFタッグ王座戦 -Free For All Match/WWF Tag Team Championship-

○ザ・ボディードナーズ(スキップ&ジップ)(w / サニー) vs ザ・ゴッドウィンズ(フィニアス・I・ゴッドウィン&ヘンリー・O・ゴッドウィン)(w / ヒルビリー・ジム)●
ザ・ボディードナーズは空位となっていたWWFタッグ王座を獲得
- フリー・フォー・オール・マッチ -Free For All Match- スペシャル・レフェリー：ビリオネア・テッド

△ナチョ・マン vs ハックスター△
- ○オーエン・ハート&ブリティッシュ・ブルドッグ&ベイダー (w / ジム・コルネット)  vs ヨコズナ (w / ミスター・フジ)&ジェイク "ザ・スネーク" ロバーツ&アーメッド・ジョンソン●
- ○"ストーンコールド" スティーブ・オースチン (w / "ミリオンダラー・マン" テッド・デビアス) vs サビオ・ベガ●
- ○アルティメット・ウォリアー vs ハンター・ハースト・ヘルムスリー (w / セーブル)●
- ○ジ・アンダーテイカー (w / ポール・ベアラー) vs ディーゼル●
- ハリウッド・バックロット・ブロウル -Hollywood Backlot Brawl-

○"ラウディ" ロディ・パイパー vs ゴールダスト (w / マレーナ)●
- アイアンマン・マッチ形式WWF王座戦 -Iron Man Match for the WWF Championship-

●ブレット "ヒットマン" ハート(c) vs ショーン・マイケルズ (w / ホセ・ロザリオ)○

### 第13回大会（1997年）Wrestle Mania 13 "Heat"
- 開催日 : 3月23日
- 開催場所 : イリノイ州シカゴのローズモント・ホライズン
- 観客動員数 : 18,197人
- フリー・フォー・オール・マッチ -Free For All Match-

○ビリー・ガン vs フラッシュ・ファンク (w / トレーシー&ナディン)●
- フェイタル4ウェイ形式WWFタッグ王座第一挑戦者決定エリミネーション・マッチ -Number One Contenders Tag Team Fatal Four Way Elimination Match for the WWF Tag Team Championship-

○ザ・ヘッドバンガーズ(モッシュ&スラッシャー)  vs ニュー・ブラックジャックス(バリー・ウインダム&ジャスティン・ブラッドショー) vs ダグ・ファーナス&フィル・ラフォン vs ザ・ゴッドウィンズ(フィニアス・I・ゴッドウィン&ヘンリー・O・ゴッドウィン)●
- WWFインターコンチネンタル王座戦 -WWF Intercontinental Championship-

○ロッキー・メイビア(c) vs ザ・サルタン (w / ミスター・ボブ・バックランド&アイアン・シーク)●
- ○ハンター・ハースト・ヘルムスリー (w / チャイナ) vs ゴールダスト (w / マレーナ)●
- WWFタッグ王座戦 -WWF Tag Team Championship-

○オーエン・ハート&ブリティッシュ・ブルドッグ(c) vs マンカインド&ベイダー (w / ポール・ベアラー)●
- サブミッション・マッチ -Submission Match- スペシャル・レフェリー：ケン・シャムロック

○ブレット "ヒットマン" ハート vs "ストーンコールド" スティーブ・オースチン●
- シカゴ・ストリート・ファイト -Six-Man Chicago Street Fight-

○リージョン・オブ・ドゥーム(ホーク&アニマル)&アーメッド・ジョンソン vs ネーション・オブ・ドミネーション(ファルーク&クラッシュ&サビオ・ベガ) (w / ウルフィー・D&J・C・アイス&クラレンス・メイソン）●
- ノー・DQ形式WWF王座戦 -No Disqualification Match for the WWF Championship-

●サイコ・シッド(c) vs ジ・アンダーテイカー○

### 第14回大会（1998年）Wrestle Mania XIV "dX raided"
- 開催日 : 3月29日
- 開催場所 : マサチューセッツ州ボストンのフリート・センター
- 観客動員数 : 19,028人
- WWFタッグ王座第一挑戦者決定タッグチームバトルロイヤル -Number One Contenders Tag Team Battle Royal for the WWF Tag Team Championship-

優勝チーム : LOD2000 (ホーク&アニマル) (w / サニー)
他参加チーム : ニュー・ミッドナイト・エクスプレス (ボンバスティック・ボブ&ボディシャス・バート) (w / ジム・コルネット)  、ゴッドウィンズ (ヘンリー&フィニアス) 、ネーション・オブ・ドミネーション (ファルーク&カマ・ムスタファ) 、ネーション・オブ・ドミネーション (ディーロ・ブラウン&マーク・ヘンリー) 、ロックンロール・エクスプレス (リッキー・モートン&ロバート・ギブソン) 、ケベッカーズ (ジャック&ピエール) 、トゥルース・コミッション (リーコン&スナイパー) 、ロス・ボリクァス (サビオ・ベガ&ミゲル・ペレス) 、ロス・ボリクァス (ホセ・エストラーダ&ヘスス・カスティーヨ) 、トゥー・マッチ (ブライアン・クリストファー&スコット・テイラー) 、ヘッドバンガーズ (モッシュ&スラッシャー) 、ディサイプルズ・オブ・アポカリプス (8ボール&スカル) 、チェインズ&ブラッドショー、スティーブ・ブラックマン&フラッシュ・ファンク
- WWFライトヘビー級王座戦 -WWF Light Heavyweight Championship-

○TAKAみちのく(c) vs アギラ●
- WWFヨーロピアン王座戦 -WWF European Championship-

○ハンター・ハースト・ヘルムスリー(c) (w / チャイナ) vs オーエン・ハート●
- ○マーク・メロ&セーブル vs ゴールダスト&ルナ
- WWFインターコンチネンタル王座戦 -WWF Intercontinental Championship-

○ザ・ロック(c) vs ケン・シャムロック●
ケン・シャムロックの反則負け
- ダンプスター・マッチ形式WWFタッグ王座戦 -Dumpster Match for the WWF Tag Team Championship-

●ニュー・エイジ・アウトローズ (ロード・ドッグ&ビリー・ガン)(c) vs カクタス・ジャック&チェーンソー・チャーリー○
- ○ジ・アンダーテイカー vs ケイン (w / ポール・ベアラー)●
- WWF王座戦 -WWF Championship- スペシャル・レフェリー : マイク・タイソン

●ショーン・マイケルズ(c) vs "ストーンコールド" スティーブ・オースチン○

### 第15回大会（1999年）Wrestle Mania XV "The Ragin' Climax"
- 開催日 : 3月28日
- 開催場所 : ペンシルベニア州フィラデルフィアのファースト・ユニオン・センター
- 観客動員数 : 20,276人
- サンデー・ナイト・ヒート・マッチ -Sunday Night HEAT Match-

○ジャクリーン vs アイボリー●
- サンデー・ナイト・ヒート・マッチ/21人バトル・ロイヤル -Sunday Night HEAT Match/Twenty-one man Battle royal-

優勝者 ディーロ・ブラウン&テスト
- トリプルスレット形式WWFハードコア王座戦 -Triple Threat Match for the WWF Hardcore Championship-

●ビリー・ガン(c) vs アル・スノー vs ハードコア・ホーリー○
- WWFタッグ王座戦 -WWF Tag Team Championship-

○オーエン・ハート&ジェフ・ジャレット(c) (w / デブラ) vs ディーロ・ブラウン&テスト (w / アイボリー)●
- ブロウル・フォー・オール・マッチ -Brawl for All Match- スペシャル・レフェリー：ビニー・パズ

○バタービーン vs バート・ガン●
- ○マンカインド vs "ビッグ・ショー" ポール・ワイト

ビッグ・ショーの反則負け。勝者のマンカインドはメイン戦のスペシャル・レフェリー
- 4-コーナーズ・エリミネーション・マッチ形式WWFインターコンチネンタル王座戦 -Four-Corners Elimination Match for the WWF Intercontinental Championship-

○ロード・ドッグ(c) vs バル・ビーナス vs ゴールダスト  (w / ライアン・シャムロック&ブルー・ミーニー) vs ケン・シャムロック
| 退場順 | スーパースター                    | 退場させたスーパースター |
| 1      | ケン・シャムロック&バル・ビーナス | ダブル・カウントアウト   |
| 2      | ゴールダスト                      | ロード・ドッグ           |
| 勝者   | ロード・ドッグ                    |                          |

- ○ケイン vs トリプルH●

トリプルHの反則負け
- WWF女子王座戦 -WWF Women's Championship-

○セーブル(c) vs トーリー●
- WWFヨーロピアン王座戦 -WWF European Championship-

○シェイン・マクマホン(c) (w / テスト) vs X-パック●
- ヘル・イン・ア・セル -Hell in a Cell-

○ジ・アンダーテイカー (w / ポール・ベアラー) vs ビッグ・ボスマン●
- ノー・DQ形式WWF王座戦 -No Disqualification Match for the WWF Championship-スペシャル・レフェリー：マンカインド

●ザ・ロック(c) vs "ストーンコールド" スティーブ・オースチン○

### 第16回大会（2000年）Wrestle Mania 2000
- 開催日 : 4月2日
- 開催場所 : カリフォルニア州アナハイムのポンド・オブ・アナハイム
- 観客動員数 : 19,776人
- 公式大会曲 : California
- ○ビッグ・ボスマン&ブル・ブキャナン vs ザ・ゴッドファーザー&ディーロ・ブラウン (w / Ice-T&ゴッドファーザーズ・ホー)●
- 15分バトルロイヤル形式ハードコア王座戦 -15-minute Battle Royal for the Hardcore Championship-

優勝者ハードコア・ホーリー
以下出場者一覧 ハードコア・ホーリー,クラッシュ・ホーリー(c),タズ,ヴィセラジョーイ・アブス,ロドニー,ピート・ガス,TAKAみちのく,フナキ,スラッシャー,モッシュ,ブラッドショー,ファルーク
| ピンフォールされたスーパースター | ピンフォールしたスーパースター | 時間   |
| クラッシュ・ホーリー             | タズ                           | 0：26  |
| タズ                             | ヴィセラ                       | 0：59  |
| ヴィセラ                         | フナキ                         | 7：14  |
| フナキ                           | ロドニー                       | 8：10  |
| ロドニー                         | ジョーイ・アブス               | 8：24  |
| ジョーイ・アブス                 | スラッシャー                   | 8：44  |
| トラッシャー                     | ピート・ガス                   | 9：29  |
| ピート・ガス                     | タズ                           | 10：15 |
| タズ                             | クラッシュ・ホーリー           | 14：19 |
| クラッシュ・ホーリー             | ハードコア・ホーリー           | 14：58 |

- ○T&A(テスト&プリンス・アルバート) (w / トリッシュ・ストラタス) vs ヘッド・チーズ(アル・スノー&スティーブ・ブラックマン) (w / Chester McCheeserTon)●
- トリプルスレットラダー・マッチ形式WWFタッグ王座戦 -Triple Threat Ladder Match for the WWF Tag Team Championship-

●ダッドリー・ボーイズ(ババ・レイ・ダッドリー&ディーボン・ダッドリー)(c) vs ハーディー・ボーイズ(マット・ハーディー&ジェフ・ハーディー) vs エッジ&クリスチャン○
- キャットファイト・マッチ -Catfight Match- スペシャル・レフェリー：バル・ビーナス

○テリー (w / ファビュラス・ムーラ) vs ザ・キャット( w / メイ・ヤング)●
- ○トゥー・クール(グランマスタ・セクシー&スコッティ・2・ホッティ)&チャイナ vs ラディカルズ(エディ・ゲレロ&ペリー・サターン&ディーン・マレンコ)●
- 2-フォール・トリプルスレット形式WWFインターコンチネンタル王座戦&WWFヨーロピアン王座戦 -Two-Fall Triple Threat Match for the WWF Intercontinental Championship and WWF European Championship-

カート・アングル(c) vs ○クリス・ベノワ vs クリス・ジェリコ●
クリス・ベノワがインターコンチネンタル王座を獲得
カート・アングル(c) vs ○クリス・ジェリコ vs クリス・ベノワ●
クリス・ジェリコが欧州王座を獲得
- ○リキシ&ケイン (w / ポール・ベアラー) vs D-ジェネレーションX(X-パック&ロード・ドッグ)( w / トーリー)●
- フェイタル4ウェイエリミネーション・マッチ形式WWF王座戦 -Fatal Four Way Elimination Match for the WWF Championship-

○トリプルH(c) (w / ステファニー・マクマホン・ヘルムスリー) vs ザ・ロック (w / ビンス・マクマホン) vs ミック・フォーリー (w / リンダ・マクマホン) vs ビッグ・ショー (w / シェイン・マクマホン)
| 退場順 | スーパースター     | 退場させたスーパースター |
| 1      | ビッグ・ショー     | ザ・ロック               |
| 2      | ミック・フォーリー | トリプルH                |
| 3      | ザ・ロック         | トリプルH                |
| 勝者   | トリプルH          |                          |

### 第17回大会（2001年）Wrestle Mania X-Seven "Houston... We Have a Problem"
- 開催日 : 4月1日
- 開催場所 : テキサス州ヒューストンのアストロドーム
- 観客動員数 : 67,925人
- 公式大会曲 : リンプ・ビズキット (Limp Bizkit) - My Way
- サンデー・ナイト・ヒート・マッチ -Sunday Night HEAT Match-

○X-ファクター(X-パック&ジャスティン・クレディブル) vs スティーブ・ブラックマン&グランマスタ・セクシー●
- WWFインターコンチネンタル王座戦 -WWF Intercontinental Championship-

○クリス・ジェリコ(c) vs ウィリアム・リーガル●
- ○A.P.A(ブラッドショー&ファルーク)&タズ (w / ジャクリーン) vs ライト・トゥー・センサー(バル・ビーナス&ザ・グッドファーザー&ブル・ブキャナン) (w / スティーブン・リチャーズ)●
- トリプルスレット形式WWFハードコア王座戦 -Triple Threat Match for the WWF Hardcore Championship-

レイヴェン(c) vs ○ケイン vs ビッグ・ショー●
- WWFヨーロピアン王座戦 -WWF European Championship-

●テスト(c) vs エディ・ゲレロ (w / ペリー・サターン)○
- ○カート・アングル vs クリス・ベノワ●
- WWF女子王座戦 -WWF Women's Championship-

●アイボリー(c) vs チャイナ○
- ストリート・ファイト・マッチ -Street Fight Match- スペシャル・レフェリー：ミック・フォーリー

○シェイン・マクマホン vs ミスター・マクマホン●
- TLC形式WWFタッグ王座戦 -TLC Match for the WWF Tag Team Championship-

ダッドリー・ボーイズ(ババ・レイ・ダッドリー&ディーボン・ダッドリー)(c) vs ハーディー・ボーイズ(マット・ハーディー&ジェフ・ハーディー) vs エッジ&クリスチャン○
試合中にダッドリー・ボーイズのアシストとしてスパイク・ダッドリー、エッジ&クリスチャンのアシストとしてライノ、ハーディー・ボーイズのアシストとしてリタの3人がそれぞれ乱入
- ギミック・バトルロイヤル -Gimmick Battle Royal-

優勝者アイアン・シーク
以下出場者一覧 アイアン・シーク, サージェント・スローター, ブッシュワッカー・ルーク, ブッシュワッカー・ブッチ, デューク・ドロシー, ドインク・ザ・クラウン, ニコライ・ボルコフ, タグボート, アースクエイク, ゴブリディ・グッカー, ヒルビリー・ジム, ブラザー・ラブ, マイケル・ヘイズ, ワンマン・ギャング, カマラ, キム・チー, ジム・コルネット, ザ・グーン, リポマン
- ○ジ・アンダーテイカー vs トリプルH●
- ノー・DQ形式WWF王座戦 -No Disqualification Match for the WWF Championship-

●ザ・ロック(c) vs "ストーンコールド" スティーブ・オースチン○

### 第18回大会（2002年）Wrestle Mania X8 "The One and Only"
- 開催日 : 3月17日
- 開催場所 : カナダオンタリオ州トロントのスカイドーム
- 観客動員数 : 68,237人
- 公式大会曲 : ドラウニング・プール (Drowning Pool) - Tear Away

サライヴァ (Saliva) - Superstar
- サンデー・ナイト・ヒート・マッチ -Sunday Night HEAT Match- スペシャル・レフェリー：ジャクリーン

○リキシ&スコッティ・2・ホッティ&アルバート vs ミスター・パーフェクト&ランス・ストーム&テスト●
- WWFインターコンチネンタル王座戦 -WWF Intercontinental Championship-

●ウィリアム・リーガル(c) vs ロブ・ヴァン・ダム○
- WWFヨーロピアン王座戦 -WWF European Championship-

○ダイヤモンド・ダラス・ペイジ(c) vs クリスチャン●
- WWFハードコア王座戦 -WWF Hardcore Championship-

△メイヴェン(c) vs ゴールダスト△
スパイク・ダッドリーが乱入し、24時間ルールを利用してメイヴェンから王座奪取
- バックステージでザ・ハリケーンがスパイク・ダッドリーを襲撃し、24時間ルールを利用してスパイクからハードコア王座を奪取
- ○カート・アングル vs ケイン●
- ノーDQ・マッチ -No Disqualification Match-

○ジ・アンダーテイカー vs リック・フレアー●
- ○エッジ vs ブッカー・T●
- バックステージでマイティ・モーリーが背後からフライパンでザ・ハリケーンを殴打し、24時間ルールを利用してザ・ハリケーンからハードコア王座を奪取
- ○"ストーンコールド" スティーブ・オースチン vs スコット・ホール (w / ケビン・ナッシュ)●
- 4コーナーズ・エリミネーション・マッチ形式WWFタッグ王座戦 -Four-Corners Elimination Match for the WWF Tag Team Championship-

○ビリー&チャック(c) vs ハーディー・ボーイズ(マット・ハーディー&ジェフ・ハーディー) vs ダッドリー・ボーイズ(ババ・レイ・ダッドリー&ディーボン・ダッドリー)(w / ステイシー・キーブラー) vs A.P.A(ブラッドショー&ファルーク)
| 退場順 | スーパースター         | チーム               | 退場させたスーパースター |
| 1      | ブラッドショー         | A.P.A                | ディーボン・ダッドリー   |
| 2      | ババ・レイ・ダッドリー | ダッドリー・ボーイズ | マット・ハーディー       |
| 3      | ジェフ・ハーディー     | ハーディー・ボーイズ | チャック                 |
| 勝者   | チャック               | ビリー&チャック      |                          |

- バックステージでクリスチャンがマイティ・モーリーを襲撃し、24時間ルールを利用してモーリーからハードコア王座を奪取
- アイコン vs アイコン -Icon vs Icon-

○ザ・ロック vs "ハリウッド" ハルク・ホーガン●
- トリプルスレット形式WWF女子王座戦 -Triple Threat Match for the WWF Women's Championship-

○ジャズ(c) vs リタ● vs トリッシュ・ストラタス
- タクシーで会場から離れようとするクリスチャンをメイヴェンが襲撃し、24時間ルールを利用してクリスチャンからハードコア王座を奪取。メイヴェンはそのタクシーで会場から逃走
- WWF統一王座戦 -Undisputed WWF Championship-

●クリス・ジェリコ(c) (w / ステファニー・マクマホン) vs トリプルH○

### 第19回大会（2003年）Wrestle Mania XIX "Dare to Dream"
- 開催日 : 3月30日
- 開催場所 : ワシントン州シアトルのセーフコ・フィールド
- 観客動員数 : 54,097人
- 公式大会曲 : リンプ・ビズキット (Limp Bizkit) - Crack Addict
- サンデー・ナイト・ヒート・マッチ/世界タッグ王座戦 -Sunday Night HEAT Match/World Tag Team Championship-

○ランス・ストーム&チーフ・モーリー(c) vs ケイン&ロブ・ヴァン・ダム●
- WWEクルーザー級王座戦 -WWE Cruiserweight Championship-

○マット・ハーディー(c) (w / シャノン・ムーア) vs レイ・ミステリオ●
- ハンディキャップ・マッチ -Handicap Match-

○ジ・アンダーテイカー vs ビッグ・ショー&A-トレイン●
※テイカーのパートナーのネイサン・ジョーンズが試合直前にFBIの襲撃を受け負傷したため、タッグマッチから変更。
- トリプルスレット形式WWE女子王座戦 -Triple Threat Match for the WWE Women's Championship-

●ビクトリア(c) (w / スティーブン・リチャーズ) vs ジャズ vs トリッシュ・ストラタス○
- トリプルスレット形式WWEタッグ王座戦 -Triple Threat Match for the WWE Tag Team Championship-

○チーム・アングル(シェルトン・ベンジャミン&チャーリー・ハース)(c) vs ロス・ゲレロス(エディ・ゲレロ&チャボ・ゲレロ)● vs クリス・ベノワ&ライノ
- ○ショーン・マイケルズ vs クリス・ジェリコ●
- ピロー・ファイト -Pillow fight-

△ステイシー・キーブラー & トリー・ウィルソン vs キターナ・ベイカー & ターニャ・ボーリンガー△
- 世界ヘビー級王座戦 -World Heavyweight Championship-

○トリプルH(c) (w / リック・フレアー) vs ブッカー・T●
- ストリート・ファイト・マッチ -Street Fight Match-

○ハルク・ホーガン vs ミスター・マクマホン●
- ○ザ・ロック vs "ストーンコールド" スティーブ・オースチン●
- WWE王座戦 -WWE Championship-

●カート・アングル(c) vs ブロック・レスナー○

### 第20回大会（2004年）Wrestle Mania XX "Where it all Begins... Again"
- 開催日 : 3月14日
- 開催場所 : ニューヨーク州ニューヨークシティのマディソン・スクエア・ガーデン
- 観客動員数 : 20,250人[8]
- 公式大会曲 : ドラウニング・プール (Drowning Pool) - Step Up

ゴッドスマック (Godsmack) - Touché
- WWE・US王座戦 -WWE United States Championship-

●ビッグ・ショー(c) vs ジョン・シナ○
- フェイタル4ウェイ形式世界タッグ王座戦 -Fatal Four-Way Match for the World Tag Team Championship-

○ブッカー・T&ロブ・ヴァン・ダム(c) vs マーク・ジンドラック&ギャリソン・ケイド vs ダッドリー・ボーイズ(ババ・レイ・ダッドリー&ディーボン・ダッドリー) vs ラ・レジスタンス(ロブ・コンウェイ&レネ・デュプリー)●
- ○クリスチャン vs クリス・ジェリコ (w / トリッシュ・ストラタス)●
- ハンディキャップ・マッチ -Handicap Match-

○エボリューション(ランディ・オートン&バティスタ&リック・フレアー) vs ロックンソッコ・コネクション(ザ・ロック&ミック・フォーリー)●
- プレイボーイ・イブニング・ガウン・マッチ -Playboy Evening Gown Match-

○セーブル&トリー・ウィルソン vs ステイシー・キーブラー&ミス・ジャッキー●
- クルーザーウェイト・オープン・マッチ形式WWEクルーザー級王座戦 -Cruiserweight Open Match for the WWE Cruiserweight Championship-

○チャボ・ゲレロ(c) (w / チャボ・クラシック) vs レイ・ミステリオ vs アキオ vs タジリ vs ビリー・キッドマン vs ジェイミー・ノーブル vs ナンジオ vs フナキ vs ウルティモ・ドラゴン vs シャノン・ムーア
| 試合順 | 対戦カード                                   | 勝者                                                              |
| 1      | ウルティモ・ドラゴン vs シャノン・ムーア     | ウルティモ・ドラゴン                                              |
| 2      | ジェイミー・ノーブル vs ウルティモ・ドラゴン | ジェイミー・ノーブル                                              |
| 3      | ジェイミー・ノーブル vs フナキ               | ジェイミー・ノーブル                                              |
| 4      | ジェイミー・ノーブル vs ナンジオ             | ジェイミー・ノーブル                                              |
| 5      | ビリー・キッドマン vs ジェイミー・ノーブル   | ビリー・キッドマン                                                |
| 6      | レイ・ミステリオ vs ビリー・キッドマン       | レイ・ミステリオ                                                  |
| 7      | レイ・ミステリオ vs タジリ                   | レイ・ミステリオ                                                  |
| 8      | レイ・ミステリオ vs アキオ                   | 第7試合でアキオがタジリのグリーンミストを誤爆された為試合前に退場 |
| 9      | チャボ・ゲレロ vs レイ・ミステリオ           | チャボ・ゲレロ                                                    |

- インタープロモーショナル・マッチ -Interpromotional Match- スペシャル・レフェリー："ストーンコールド" スティーブ・オースチン

○ゴールドバーグ(RAW) vs ブロック・レスナー(SmackDown!)●
- フェイタル4ウェイ形式WWEタッグ王座戦 -Fatal Four-Way Match for the WWE Tag Team Championship-

○スコッティ・2・ホッティ&リキシ(c) vs ザ・ワールド・グレイテスト・タッグチーム(シェルトン・ベンジャミン&チャーリー・ハース) vs A.P.A(ブラッドショー&ファルーク) vs バシャム・ブラザーズ(ダニー・バシャム&ダグ・バシャム)●
- ヘアー vs. タイトル・マッチ形式WWE女子王座戦 -Hair vs. Title Match for the WWE Women's Championship-

○ビクトリア(c) vs モーリー・ホーリー●
ビクトリアが勝利すればモーリー・ホーリーが丸坊主になる。モーリー・ホーリーが勝利すればWWE女子王座を獲得
- WWE王座戦 -WWE Championship-

○エディ・ゲレロ(c) vs カート・アングル●
- インタープロモーショナル・マッチ -Interpromotional Match-

○ジ・アンダーテイカー (w / ポール・ベアラー)(SmackDown!) vs ケイン(RAW)●
- トリプルスレット形式世界ヘビー級王座戦 -Triple Threat Match for the World Heavyweight Championship-

●トリプルH(c）vs ショーン・マイケルズ vs クリス・ベノワ○
王座戦の後にリング上にエディ・ゲレロが登場。友人であるベノワのベルト奪取を祝って抱擁した。

### 第21回大会（2005年）Wrestle Mania 21 "WrestleMania Goes Hollywood"
- 開催日 : 4月3日
- 開催場所 : カリフォルニア州ロサンゼルスのステイプルズ・センター
- 観客動員数 : 20,193人
- 公式大会曲 : ザ・サウンドトラック・オブ・アワー・ライブズ (The Soundtrack of Our Lives) - Bigtime

3ドアーズ・ダウン (3 Doors Down) - Behind Those Eyes
- ダーク・マッチ/30人インタープロモーショナル・バトルロイヤル -Dark Match/30-man Interpromotional Battle Royal-

優勝者ブッカー・T
以下RAW組出場者一覧 サイモン・ディーン,ウィリアム・リーガル,タジリ,ロブ・コンウェイ,シルヴァン・グラニエ,ジーン・スニツキー,ザ・ハリケーン,ロージー,クリス・マスターズ,ヴィセラ,ライノ,バル・ビーナス,タイソン・トムコ,メイヴェン
以下SmackDown!組出場者一覧 ブッカー・T,ポール・ロンドン,ハイデンライク,スパイク・ダッドリー,ナンジオ,フナキ,ダグ・バシャム,ダニー・バシャム,オーランド・ジョーダン,マーク・ジンドラック,ルーサー・レインズ,スコッティ・2・ホッティ,ハードコア・ホーリー,チャーリー・ハース,ビリー・キッドマン,アキオ
- ○レイ・ミステリオ vs エディ・ゲレロ●
- マネー・イン・ザ・バンク・ラダー・マッチ -Money in the Bank Ladder Match-

○エッジ vs クリス・ベノワ vs クリス・ジェリコ vs シェルトン・ベンジャミン vs クリスチャン (w / タイソン・トムコ) vs ケイン
- マネー・イン・ザ・バンク・ラダー・マッチ終了後にユージンがリングに登場。WrestleMania IIIについて語っているときにモハメド・ハッサンとデバリが登場しユージンを襲撃。キャメルクラッチをかけるもハルク・ホーガンが救出に登場。二人をリング外に蹴散らす。
- インタープロモーショナル・マッチ -Interpromotional Match-

○ジ・アンダーテイカー(SmackDown!) vs ランディ・オートン(RAW)●
試合中にランディ・オートンのアシストとして"カウボーイ" ボブ・オートンが乱入。
- WWE女子王座戦 -WWE Women's Championship-

○トリッシュ・ストラタス(c) vs クリスティ・ヘミー (w / リタ)●
- インタープロモーショナル・マッチ -Interpromotional Match-

○カート・アングル(SmackDown!) vs ショーン・マイケルズ(RAW)●
- パイパーズ・ピット -Piper's Pit-

ゲスト "ストーンコールド" スティーブ・オースチン
- スモー・マッチ -Sumo Match-

○曙 vs ビッグ・ショー●
- WWE王座戦 -WWE Championship-

●ジョン "ブラッドショー" レイフィールド(c) vs ジョン・シナ○
- 世界ヘビー級王座戦 -World Heavyweight Championship-

●トリプルH(c) (w / リック・フレアー) vs バティスタ○

### 第22回大会（2006年）Wrestle Mania 22 "Big Time"
- 開催日 : 4月2日
- 開催場所 : イリノイ州シカゴのオールステート・アリーナ
- 観客動員数 : 17,159人
- 公式大会曲 : ピーター・ガブリエル (Peter Gabriel) - Big Time

シャインダウン (Shinedown) - I Dare You
バレッツ・アンド・オクターン (Bullets and Octane) - Save Me Sorrow
ダンコ・ジョーンズ (Danko Jones) - Baby Hates Me
- ダーク・マッチ/18人インタープロモーショナル・バトルロイヤル -Dark Match/18-man Interpromotional Battle Royal-

優勝者ヴィセラ
以下RAW組出場者一覧 ヴィセラ,ユージン,ゴールダスト,ジーン・スニツキー,タイソン・トムコ,ロブ・コンウェイ、ランス・ケイド,トレバー・マードック,マット・ストライカー
以下SmackDown!組出場者一覧 スーパー・クレイジー,シコシス,フナキ,スティーブン・リチャーズ,ジョニー・ナイトロ,ジョイ・マーキュリー,ロード・ウォリアー・アニマル,ウィリアム・リーガル,サイモン・ディーン
- 世界タッグ王座戦 -World Tag Team Championship-

○ケイン&ビッグ・ショー(c) vs クリス・マスターズ&カリート●
- インタープロモーショナル・マネー・イン・ザ・バンク・ラダー・マッチ -Interpromotional Money in the Bank Ladder Match-

○ロブ・ヴァン・ダム(RAW) vs リック・フレアー(RAW) vs シェルトン・ベンジャミン(RAW) vs フィンレー(SmackDown!) vs マット・ハーディー(SmackDown!) vs ボビー・ラシュリー(SmackDown!)
- WWE・US王座戦 -WWE United States Championship-

●クリス・ベノワ(c) vs ジョン "ブラッドショー" レイフィールド○
- ハードコア・マッチ -Hardcore Match-

○エッジ (w/ リタ) vs ミック・フォーリー●
- ハンディキャップ・マッチ -Handicap Match-

○ブギーマン vs ブッカー・T&シャメール●
- WWE女子王座戦 -WWE Women's Championship-

●トリッシュ・ストラタス(c) vs ミッキー・ジェームス○
- キャスケット・マッチ -Casket Match-

○ジ・アンダーテイカー vs マーク・ヘンリー●
- ノー・ホールズ・バード・マッチ -No Holds Barred Match-

○ショーン・マイケルズ vs ミスター・マクマホン●
- トリプルスレット形式世界ヘビー級王座戦 -Triple Threat Match for the World Heavyweight Championship-

カート・アングル(c) vs ●ランディ・オートン vs レイ・ミステリオ○
- プレイボーイ・ピロー・ファイト -Playboy Pillow Fight-

○トリー・ウィルソン vs キャンディス・ミシェル●
- WWE王座戦 -WWE Championship-

○ジョン・シナ(c) vs トリプルH●

### 第23回大会（2007年）Wrestle Mania 23 "All Grown Up"
- 開催日 : 4月1日
- 開催場所 : ミシガン州デトロイトのフォード・フィールド
- 観客動員数 : 80,103人
- 公式大会曲 ： サライヴァ (Saliva) - Ladies and Gentlemen-

デフォルト (Default) - The Memory Will Never Die-
- ダーク・マッチ/インタープロモーチョナル・タッグチーム・ランバージャック・マッチ -Dark Match/Interpromotional Tag Team Lumberjack Match-

○リック・フレアー&カリート(RAW） vs グレゴリー・ヘルムズ&チャボ・ゲレロ(SmackDown!)●
- インタープロモーショナル・マネー・イン・ザ・バンク・ラダー・マッチ -Interpromotional Money in the Bank Ladder Match-

○Mr.ケネディ(SmackDown!) vs エッジ(RAW) vs ジェフ・ハーディー(RAW) vs キング・ブッカー(SmackDown!) vs マット・ハーディー(SmackDown!) vs フィンレー(SmackDown!) vs CMパンク(ECW) vs ランディ・オートン(RAW)
- インタープロモーショナル・マッチ -Interpromotional Match-

○グレート・カリ(RAW) vs ケイン(SmackDown!)●
- WWE・US王座戦 -WWE United States Championship-

○クリス・ベノワ(c) vs M.V.P●
- 世界ヘビー級王座戦 -World Heavyweight Championship-

●バティスタ(c) vs ジ・アンダーテイカー○
- ○ECWオリジナルズ(ロブ・ヴァン・ダム&トミー・ドリーマー&サブゥー&サンドマン) vs ニュー・ブリード(イライジャ・バーク&ケビン・ソーン&マーキス・コー・ヴァン&マット・ストライカー) (w / アリエル)●
- バトル・オブ・ザ・ビリオネアーズ -Battle of the Billionaires- スペシャル・レフェリー："ストーンコールド" スティーブ・オースチン

○ボビー・ラシュリー (w / ドナルド・トランプ) vs ウマガ (w / ビンス・マクマホン&アルマンド・アレハンドロ・エストラーダ)●
ラシュリーが敗れた場合トランプが坊主に、ウマガが敗れた場合ビンスが坊主になる
ラシュリーは当時ECW世界ヘビー級王座を保持
ウマガは当時WWEインターコンチネンタル王座を保持
- インタープロモーショナルランバージル・マッチ形式WWE女子王座戦 -Interpromotional Lumberjill Match WWE Women's Championship-

○メリーナ(RAW)(c) vs アシュリー(SmackDown!）●
- WWE王座戦 -WWE Championship-

○ジョン・シナ(c) vs ショーン・マイケルズ●

### 第24回大会（2008年）Wrestle Mania XXIV "The Biggest WrestleMania Under the Sun"
- 開催日 : 3月30日
- 開催場所 : フロリダ州オーランドのシトラス・ボウル
- 観客動員数 : 74,635人
- 公式大会曲 : レヴ・セオリー (Rev Theory) - Light It Up

レッド・ホット・チリ・ペッパーズ (Red Hot Chili Peppers) - Snow ((Hey Oh))
- ダーク・マッチ/24人インタープロモーショナル・バトルロイヤル -Dark Match/24-man Interpromotional Battle Royal-

優勝者ケイン
以下RAW組出場者一覧 "ハクソー" ジム・ドゥガン,バル・ビーナスランス・ケイドトレバー・マードック,コーディ・ローデス,ハードコア・ホーリー,スニツキー,ブライアン・ケンドリック
以下SmackDown!組出場者一覧 ケイン,グレート・カリ,マーク・ヘンリー,デュース,ドミノ,ジェシー,フェスタス,ジェイミー・ノーブル,チャック・パルンボ,シャノン・ムーア,ジミー・ワン・ヤン
以下ECW組出場者一覧 イライジャ・バーク,スティービー・リチャーズ,トミー・ドリーマー,コフィ・キングストン,ザ・ミズ
優勝者は本大会でのECW王座挑戦権を獲得。
- ベルファスト・ブロウル・マッチ -Belfast Brawl-

○ジョン "ブラッドショー" レイフィールド vs フィンレー(w / ホーンスワグル)●
- インタープロモーショナル・マネー・イン・ザ・バンク・ラダー・マッチ -Interpromotional Money in the Bank Ladder Match-

勝者CMパンク
参加者CMパンク(ECW), シェルトン・ベンジャミン(ECW), クリス・ジェリコ(RAW), カリート(RAW), MVP(SmackDown!), Mr.ケネディ(RAW), ジョン・モリソン(ECW)
- インタープロモーショナル・マッチ -Interpromotional Match-

○バティスタ vs ウマガ●
- ECW王座戦 -ECW Championship-

●チャボ・ゲレロ(c) vs ケイン○
- キャリアスレッティングマッチ -Career Threatening Match-

●リック・フレアー vs ショーン・マイケルズ○
フレアーは負ければ引退。
- バニーマニアマッチ BunnyMania Match スペシャル・ゲスト：スヌープ・ドッグ

●アシュリー&マリア vs ベス・フェニックス&メリーナ (w / サンティーノ・マレラ)○
キャンディス・ミシェルは怪我のため欠場、代役はアシュリー。
- トリプルスレット形式WWE王座戦 -Triple Threat Match for the WWE Championship-

○ランディ・オートン(c) vs ジョン・シナ vs トリプルH●
- 異種格闘技戦 -The Biggest vs The Best-

●ビッグ・ショー vs フロイド "マネー" メイウェザー○
- 世界ヘビー級王座戦 -World Heavyweight Championship-

●エッジ(c) vs ジ・アンダーテイカー○

### 第25回大会（2009年）Wrestle Mania XXV "Everything's Bigger in Texas, Especially WrestleMania"
- 開催日 : 4月5日
- 開催場所 : テキサス州ヒューストンのリライアント・スタジアム
- 観客動員数 :72,744人
- 公式大会曲 :AC/DC - Shoot to Thrill

- War Machine
キッド・ロック (Kid Rock) - So Hott
- ダーク・マッチ/ランバージャック形式タッグ王座統一戦 -Lumberjack Match to unify the WWE Tag Team Championship and World Tag Team Championship-

○コロンズ(カリート&プリモ)(WWEタッグ王者) vs ジョン・モリソン&ザ・ミズ(世界タッグ王者)●
- マネー・イン・ザ・バンク・ラダー・マッチ -Money in the Bank Ladder Match-

○CMパンク vs クリスチャン vs ケイン vs コフィ・キングストン vs シェルトン・ベンジャミン vs フィンレー (w / ホーンスワグル) vs マーク・ヘンリー (w / トニー・アトラス) vs MVP
- 25ディーヴァズ・バトルロイヤル -25-Diva Battle Royal-

優勝者 ミス・レッスルマニア サンティーナ・マレラ
以下出場者一覧 サンティーナ・マレラ,アリシア・フォックス,イヴ・トーレス,ケイティ・リー・バーチル,ゲイル・キム,ケリー・ケリー,サニー,ジョイ・ジョバンニ,ジリアン・ホール,ティファニー,トリー・ウィルソン、ナタリヤ,ニッキー・ベラ,ビクトリア,ブリー・ベラ,ベス・フェニックス,マリア,マリース,ミシェル・マクール,ミス・ジャッキー,ミッキー・ジェームス,メリーナ,モーリー・ホーリー,レイラ,ローザ・メンデス
- ハンディキャップ・エリミネーション・マッチ -Handicap Elimination Match-

○クリス・ジェリコ vs ジミー・スヌーカ,ロディ・パイパー&リッキー・スティムボート(w / リック・フレアー)
○クリス・ジェリコ vs ジミー・スヌーカ●
○クリス・ジェリコ vs ロディ・パイパー●
○クリス・ジェリコ vs リッキー・スティムボート●
- エクストリーム・ルールズ・マッチ -Extreme Rules Match-

○マット・ハーディー vs ジェフ・ハーディー●
- WWEインターコンチネンタル王座戦 -WWE Intercontinental Championship-

●ジョン "ブラッドショー" レイフィールド(c) vs レイ・ミステリオ○
- ○ジ・アンダーテイカー vs ショーン・マイケルズ●
- トリプルスレット形式世界ヘビー級王座戦 -Triple Threat Match for the World Heavyweight Championship-

エッジ(c) vs ○ジョン・シナ vs ビッグ・ショー●
- WWE王座戦 -WWE Championship-

○トリプルH(c) vs ランディ・オートン●
トリプルHはあるゆる負けで王座を失う。

### 第26回大会（2010年）Wrestle Mania XXVI "Get All Fired Up"
- 開催日 : 3月28日
- 開催場所 : アリゾナ州グレンデールのユニバーシティ・オブ・フェニックス・スタジアム
- 観客動員数 : 72,219人
- 公式大会曲 : ケヴィン・ルドルフ (Kevin Rudolf) - I Made It (Cash Money Heroes)

オーディオスレイヴ (Audioslave) - Be Yourself
AC/DC - Thunderstruck
シンス・オクトーバー (Since October) - The Show
- ダーク・マッチ/26人バトルロイヤル -Dark Match/26-man Battle Royal-

優勝者ヨシ・タツ
- 統一タッグ王座戦 -Unified WWE Tag Team Championship-

○ショー・ミズ(ビッグ・ショー&ザ・ミズ)(c) vs ジョン・モリソン&Rトゥルース●
- トリプルスレットマッチ -Triple Threat Match-

○ランディー・オートン vs コーディ・ローデス vs テッド・デビアス●
- マネー・イン・ザ・バンク・ラダー・マッチ -Money in the Bank Ladder Match-

○ジャック・スワガー vs クリスチャン vs ドルフ・ジグラー vs ケイン vs シェルトン・ベンジャミン vs MVP vs マット・ハーディー vs エヴァン・ボーン vs ドリュー・マッキンタイア vs コフィ・キングストン
- ○トリプルH vs シェイマス●
- ○レイ・ミステリオ vs CMパンク (w / ルーク・ギャローズ&セリーナ)●
- ノー・ホールズ・バード・マッチ -No Holds Barred Match-

○ブレット・ハート vs ミスター・マクマホン●
- 10人ディーヴァズ・タッグチーム・マッチ -10-Diva Tag team Match-

○ヴィッキー・ゲレロ,ミシェル・マクール,レイラ,マリース&アリシア・フォックス vs ミッキー・ジェームス,ケリー・ケリー,イヴ・トーレス,ゲイル・キム&ベス・フェニックス●
- 世界ヘビー級王座戦 -World Heavyweight Championship-

○クリス・ジェリコ(c) vs エッジ●
- WWE王座戦 -WWE Championship-

●バティスタ(c) vs ジョン・シナ○
- 連勝記録　vs　キャリア -Streak vs. Career-

○ジ・アンダーテイカー vs ショーン・マイケルズ●
ショーンは負ければ引退。

### 第27回大会（2011年）Wrestle Mania XXVII "The Biggest WrestleMania Ever"
- 開催日 : 4月3日
- 開催場所 : ジョージア州アトランタのジョージア・ドーム
- 観客動員数 : 71,617人
- 公式大会曲 : タイニー・テンパー (Tinie Tempah) - Written in the Stars

シャインダウン (Shinedown) - Diamond Eyes (Boom-Lay Boom-Lay Boom)
- ゲストホスト : ザ・ロック
- ダーク・マッチ/ランバージャックマッチ形式WWE・US王座戦 -Dark Match/Lumberjack Match to WWE United States Championship-

△シェイマス(c) vs ダニエル・ブライアン△
試合開始早々、スマックダウンGM、セオドア・ロングの命令により、ランバージャック全員を含めたバトルロイヤル戦を命じた。
- ダーク・マッチ/22人バトルロイヤル -Dark Match/22-man Battle Royal-

優勝者グレート・カリ
- 世界ヘビー級王座戦 -World Heavyweight Championship-

○エッジ(c)(w / クリスチャン) vs アルベルト・デル・リオ(w / ブローダス・クレイ&リカルド・ロドリゲス)●
- ○コーディ・ローデス vs レイ・ミステリオ●
- 8人タッグチーム・マッチ -8-man Tag Team Match-

○ビッグ・ショー,ケイン,サンティーノ・マレラ&コフィ・キングストン vs ザ・コア(ウェイド・バレット,ジャスティン・ガブリエル,ヒース・スレイター&エゼキエル・ジャクソン)●
- ○ランディ・オートン vs CMパンク●
- ○マイケル・コール(w / ジャック・スワガー) vs ジェリー "ザ・キング" ローラー●

スペシャルレフェリー："ストーンコールド" スティーブ・オースチン
ローラーが勝利したが、RAWのGMの判定によりマイケル・コールの反則勝ち
- ノー・ホールズ・バード・マッチ -No Holds Barred Match-

○ジ・アンダーテイカー vs トリプルH●
- 男女混合6人タッグチーム・マッチ -6-person Mixed Tag Team Match-

○ジョン・モリソン,トリッシュ・ストラタス&ニコール "スヌーキー" ポリッツィ vs ドルフ・ジグラー&レイ・クール(ミシェル・マクール&レイラ)●
- WWE王座戦 -WWE Championship-

△ザ・ミズ(c)(w / アレックス・ライリー) vs ジョン・シナ△
両者カウントアウト後、ゲストホストのロックが直ちに反則裁定なしでの再試合を命じる。
- ノー・DQ形式WWE王座戦 -No Disqualification Match for the WWE Championship-

○ザ・ミズ(c) vs ジョン・シナ●

### 第28回大会（2012年）Wrestle Mania XXVIII "Once in a Lifetime"
- 開催日 : 4月1日
- 開催場所 : フロリダ州マイアミガーデンズのサンライフ・スタジアム
- 観客動員数 : 78,363人[9]
- 公式大会曲 : フロー・ライダー -Wild Ones, Good Feeling
　　　　　　　　 マシンガン・ケリー -Invincible
　　　　　　　　 デヴィッド・ゲッタ　-Turn Me On
- ダーク・マッチ/トリプルスレットマッチ形式WWEタッグ王座戦  -Triple Threat Match for the World Tag-Team Championship

○プリモ&エピコ(c) vs タイソン・キッド& ジャスティン・ガブリエル vs ウーソズ●
- 世界ヘビー級王座戦 -World Heavyweight Championship-

●ダニエル・ブライアン(c) vs シェイマス○
- ○ケイン vs ランディ・オートン●
- WWEインターコンチネンタル王座戦 -WWE Intercontinental Championship-

●コーディ・ローデス(c) vs ビッグ・ショー○
- ○ケリー・ケリー&マリア・メノウナス vs　ベス・フェニックス&イヴ・トーレス●
- ジ・エンド・オブ・アン・エラ -The End Of An Era- ヘル・イン・ア・セル・マッチ -Hell in a Cell Match-

○ジ・アンダーテイカー vs トリプルH●  (スペシャルレフェリー：ショーン・マイケルズ)
- 12人タッグチーム・マッチ -12-man Tag Team Match-　勝利チームのGMはRAW、SmackDown!両番組を束ねる

○チーム・ジョニー(デビッド・オタンガ(キャプテン)&マーク・ヘンリー &ドルフ・ジグラー&ジャック・スワガー&ザ・ミズ&ドリュー・マッキンタイア)（w / ヴィッキー・ゲレロ) vs チーム・テディ(サンティーノ・マレラ(キャプテン)&Rトゥルース&コフィ・キングストン&ザック・ライダー&グレート・カリ&ブッカー・T)（w / ホーンスワグル)●
※勝利チーム「チーム・ジョニー」のGMジョン・ロウリネイティスは、RAW・スマックダウン両番組のGMに就任。
- WWE王座戦 -WWE Championship-

○CMパンク(c) vs クリス・ジェリコ●
- ワンス・イン・ア・ライフタイム -Once in a Lifetime-

○ザ・ロック vs ジョン・シナ●

### 第29回大会（2013年）Wrestle Mania 29
- 開催日 : 4月7日
- 開催場所 : ニュージャージー州イーストラザフォードのメットライフ・スタジアム
- 観客動員数 : 80,676
- 公式大会曲 : ディディ-ダーティ・マネー（Diddy-Dirty Money) - Coming Home

　 ケヴィン・ルドルフ (Kevin Rudolf) - NYC
　 エンジェルズ・アンド・エアウェーブズ(Angels and Airwaves) - Surrender
- 6人タッグチーム・マッチ -6-person Tag Team Match-

○ザ・シールド(ディーン・アンブローズ&セス・ロリンズ&ロマン・レインズ) vs ランディ・オートン&ビッグ・ショー&シェイマス●
- ○マーク・ヘンリー vs ライバック●
- WWEタッグ王座戦 -WWE Tag Team Championship-

○チーム・ヘル・ノー(ケイン&ダニエル・ブライアン)(c) vs ドルフ・ジグラー&ビッグ・E・ラングストン(w / AJ)●
- ○ファンダンゴ vs クリス・ジェリコ●
- 世界ヘビー級王座戦 -World Heavyweight Championship-

○アルベルト・デル・リオ(c)(w / リカルド・ロドリゲス) vs ジャック・スワガー(w / ゼブ・コルター)●
- ○ジ・アンダーテイカー vs CMパンク(w / ポール・ヘイマン)●
- ノー・ホールズ・バード・マッチ -No Holds Barred Match-

○トリプルH vs ブロック・レスナー(w / ポール・ヘイマン)●
トリプルHは負ければ引退。
- WWE王座戦 -WWE Championship-

●ザ・ロック(c) vs ジョン・シナ○

### 第30回大会（2014年）Wrestle Mania XXX
- 開催日 : 4月6日
- 開催場所 : ルイジアナ州ニューオーリンズのメルセデス・ベンツ・スーパードーム
- 観客動員数 : 75,167
- 公式大会曲 : キッド・ロック（Kid Rock) - "Celebrate"

　 エミネム (Eminem) - "Legacy"
　 マーク・コリー (Mark Collie) - "In Time"
- プレ・ショー -Pre show-/フェイタル4ウェイエリミネーション・マッチ形式WWEタッグ王座戦 -Fatal Four-Way Elimination Match for the WWE Tag Team Championship-

○ウーソズ（ジミー・ウーソ＆ジェイ・ウーソ）(c) vs ロス・マタドールズ（ディエゴ＆フェルナンド)（w/エル・トリート） vs ザ・リアル・アメリカンズ（ジャック・スワガー&セザーロ）(w/ゼブ・コルター) vs ライバック&カーティス・アクセル
| 退場順 | スーパースター | チーム                          | 退場させたスーパースター |
| 1      | フェルナンド   | ロス・マタドールズ              | ジャック・スワガー       |
| 2      | ライバック     | ライバック&カーティス・アクセル | セザーロ                 |
| 3      | セザーロ       | ザ・リアル・アメリカンズ        | ジェイ・ウーソ           |
| 勝者   | ジェイ・ウーソ | ウーソズ                        |                          |

- トリプルスレット形式WWE世界ヘビー級王座戦出場者決定戦 -Singles match for the third spot in the WWE World Heavyweight Championship triple threat match-

○ダニエル・ブライアン vs トリプルH(w/ステファニー・マクマホン)●
- 6人タッグチーム・マッチ -6-person Tag Team Match-

○ザ・シールド(ディーン・アンブローズ&セス・ロリンズ&ロマン・レインズ) vs ケイン&ニュー・エイジ・アウトローズ(ロード・ドッグ&ビリー・ガン)●
- 31人形式アンドレ・ザ・ジャイアント・メモリアル・バトルロイヤル -31-man Battle royal for the André the Giant Memorial Trophy-

優勝者 セザーロ
以下出場者一覧 Rトゥルース,エグザビアー・ウッズ,コフィ・キングストン,ザック・ライダー,サンティーノ・マレラ,セザーロ,デビッド・オタンガ,ドルフ・ジグラー,ビッグ・E,ビッグ・ショー,ブローダス・クレイ,ファンダンゴ、ザ・ミズ,レイ・ミステリオ,アルベルト・デル・リオ,グレート・カリ,コーディ・ローデス,ゴールダスト,シェイマス,ジャスティン・ガブリエル,ジンダー・マハル,タイソン・キッド,タイタス・オニール,ダミアン・サンドウ,ダレン・ヤング,ドリュー・マッキンタイア,ヒース・スレイター,フニコ / シン・カラ,マーク・ヘンリー,ヨシ・タツ,ブラッド・マドックス
- ○ジョン・シナ vs ブレイ・ワイアット(w/ルーク・ハーパー&エリック・ローワン)●
- ●ジ・アンダーテイカー vs ブロック・レスナー(w / ポール・ヘイマン)○　(ジ・アンダーテイカーのレッスルマニア連勝記録が21でストップ)
- 14ディーヴァズ参加形式ディーヴァズ王座戦 -14-Diva single-fall match for the WWE Divas Championship-

○AJ・リー(c) vs アクサナ vs アリシア・フォックス vs ブリー・ベラ vs キャメロン vs エマ vs エヴァ・マリー vs レイラ vs ナオミ vs ニッキー・ベラ vs ローザ・メンデス vs タミーナ・スヌーカ vs サマー・レイ vs ヴィッキー・ゲレロ●
- トリプルスレット形式WWE世界ヘビー級王座戦 -Triple threat match for the WWE World Heavyweight Championship-

ランディ・オートン(c) vs ●バティスタ vs ダニエル・ブライアン○

### 第31回大会（2015年）Wrestle Mania 31
- 開催日 : 3月29日[10]
- 開催場所 : カリフォルニア州サンタクララのリーバイス・スタジアム
- 観客動員数 : 76,976[11]
- 公式大会曲 : デヴィッド・ゲッタ（Devid Guetta) feat. Skylar Grey - "Rise"

　 Kid Ink - "Money and the Power"
　 CFO$ - "Golden Coast"
- プレ・ショー -Pre show-/フェイタル4ウェイ形式WWEタッグ王座戦 -Fatal 4-Way tag team match for the WWE Tag Team Championship-[12]

○ブラス・リング・クラブ(タイソン・キッド&セザーロ(c)(w / ナタリヤ)) vs ニュー・デイ(ビッグ・E&コフィ・キングストン(w / エグザビアー・ウッズ)) vs ロス・マタドールズ(ディエゴ＆フェルナンド)(w/エル・トリート) vs ウーソズ(ジミー・ウーソ＆ジェイ・ウーソ)
- Pre show/30人形式アンドレ・ザ・ジャイアント・メモリアル・バトルロイヤル -30-man Battle royal for the André the Giant Memorial Trophy-[13]

優勝者 ビッグ・ショー
以下出場者 アダム・ローズ,アレックス・ライリー,エグザビアー・ウッズ,エリック・ローワン,カーティス・アクセル,ケイン,ゴールダスト,コフィ・キングストン,コナー,ザック・ライダー,ジミー・ウーソ,ジャック・スワガー,シン・カラ,セザーロ,タイソン・キッド,タイタス・オニール,ダミアン・ミズドウ,ダレン・ヤング,ディエゴ,ビッグ・E,ビッグ・ショー,ファンダンゴ,ヒース・スレイター,ビクター,ヒデオ・イタミ,フェルナンド,ボー・ダラス,マーク・ヘンリー,ザ・ミズ,ライバック
- ラダー・マッチ形式WWEインターコンチネンタル王座戦 -Ladder Match for the WWE Intercontinental Championship-[14]

○ダニエル・ブライアン vs バッド・ニュース・バレット(c) vs Rトゥルース vs ディーン・アンブローズ vs ルーク・ハーパー vs ドルフ・ジグラー vs スターダスト
- ○ランディ・オートン vs セス・ロリンズ(w / ジョーイ・マーキュリー&ジェイミー・ノーブル)●[15]
- ノー・DQ戦 -No Disqualification Match-[16]

○トリプルH vs スティング●
試合中盤からD-Generation X(Xパック&ロード・ドッグ&ビリー・ガン&ショーン・マイケルズ)がトリプルH側、nWo(ハルク・ホーガン&スコット・ホール&ケビン・ナッシュ)がスティング側で登場した。
- ○AJ・リー&ペイジ vs ベラ・ツインズ(ブリ―・ベラ&ニッキー・ベラ)●[17]
- ユナイテッドステイツ王座戦 -WWE United States Championship-[18]

●ルセフ(c)(w / ラナ) vs ジョン・シナ○
- ○ジ・アンダーテイカー vs ブレイ・ワイアット●[19]
- トリプルスレット形式WWE世界ヘビー級王座戦 -Triple threat match for the WWE World Heavyweight Championship-[20]

ブロック・レスナー(c)(w / ポール・ヘイマン) vs ●ロマン・レインズ vs セス・ロリンズ○
当初はシングルマッチで始まったが、ロリンズが試合終盤に登場しマネー・イン・ザ・バンクの権利を行使(試合中の行使は史上初)。結果ロリンズが新王者に。

### 第32回大会（2016年）Wrestle Mania 32
- 開催日 : 4月3日
- 開催場所 : テキサス州アーリントンのAT&Tスタジアム
- 観客動員数 : 101,763人
- 公式大会曲 : フロー・ライダー (Flo Rida) - "Flo Rida"

　  フロー・ライダー (Flo Rida) feat.ジェイソン・デルーロ (Jason Derulo) - "Hello Friday"
　  アヴェンジド・セブンフォールド (Avenged Sevenfold) - "Hail to the King"
　 モーターヘッド (Motörhead) - "Symphony for the Devil"
　  グッドバイ・ジュン (Goodbye June) - "Oh No"
- プレ・ショー -Pre Show-/ユナイテッドステイツ王座戦 -WWE United States Championship-

○カリスト(c) vs ライバック●
- プレ・ショー -Pre Show-/10人ディーヴァタッグ戦 -10 Divas Tag Team Match-

○チーム・トータル・ディーヴァズ(ブリー・ベラ&ペイジ&アリシア・フォックス&エヴァ・マリー&ナタリア) vs チームB.A.D&ブロンド(ラナ&ナオミ&タミーナ&サマー・レイ&エマ)●
- プレ・ショー -Pre Show-

○ウーソズ(ジミー・ウーソ&ジェイ・ウーソ) vs ダッドリー・ボーイズ(ババレイ・ダッドリー&ディーボン・ダッドリー)●
- ラダーマッチ形式インターコンチネンタル王座戦 -Ladder Match for the WWE Intercontinental Championship-

ケビン・オーエンズ(c) vs ドルフ・ジグラー vs ザ・ミズ vs サミ・ゼイン vs スターダスト vs シン・カラ vs ザック・ライダー○
- ○クリス・ジェリコ vs AJスタイルズ●
- 6人タッグチーム戦 -6 Man Tag Team Match-

○リーグ・オブ・ネイションズ(シェイマス&アルベルト・デル・リオ&ルセフ(w / キング・バレット)) vs ニュー・デイ(ビッグE&コフィ・キングストン&エグゼビア・ウッズ)●
- ノーホールド・バード・ストリートファイト -No Holds Barred Street Fight Match-

○ブロック・レスナー(w / ポール・ヘイマン) vs ディーン・アンブローズ●
- トリプルスレット形式女子王者決定戦 -Triple Threat Match for the inaugural WWE Women's Championship-

○シャーロット(w / リック・フレアー) vs ベッキー・リンチ vs サーシャ・バンクス
- ヘル・イン・ア・セル戦 -Hell in a Cell Match-

○ジ・アンダーテイカー vs シェイン・マクマホン●
- 20人形式アンドレ・ザ・ジャイアント・メモリアル・バトルロイヤル -20 men battle royal for the Andre the Giant Memorial Trophy-

優勝者 バロン・コービン
以下出場者 ファンダンゴ,ダミアン・サンドウ,シャキール・オニール,ビッグ・ショー,ビクター,ダイヤモンド・ダラス・ペイジ,コナー,タタンカ,ジャック・スワガー,Rトゥルース,ゴールダスト,カーティス・アクセル,アダム・ローズ,ボー・ダラス,ヒース・スレイター,タイラー・ブリーズ,ダレン・ヤング,マーク・ヘンリー,ケイン,バロン・コービン
- ○ザ・ロック vs エリック・ローワン(w / ブレイ・ワイアット&ブラウン・ストローマン)●
- WWE世界ヘビー級王座戦 -WWE World Heavyweight Championship-

●トリプルH(w / ステファニー・マクマホン)(c) vs ロマン・レインズ○

### 第33回大会 (2017年) WrestleMania 33
- 開催日 : 4月2日
- 開催場所 : フロリダ州オーランドのキャンピング・ワールド・スタジアム
- 観客動員数 : 75,245人
- 公式大会曲 : ピットブル (Pitbull) feat フロー・ライダー (Flo Rida) & ランチマネー・ルイス (Lunchmoney Lewis) - "Greenlight"

　  デンジャー・ツインズ (Danger Twins) - "Like a Champion"
　  ティナーシェ (Tinashe) - "Flame"
　 メタリカ (Metallica) - "Am I Savage?"
- キックオフ・プレ・ショー -Kickoff Pre Show-/WWEクルーザー級王座戦 -WWE Cruiserweight Championship-

○ネヴィル(c) vs オースチン・エリーズ●
- キックオフ・プレ・ショー -Kickoff Pre Show-/25人形式アンドレ・ザ・ジャイアント・メモリアル・バトルロイヤル戦 -25 men battle royal for the Andre the Giant Memorial Trophy-

優勝者 モジョ･ローリー
以下出場者 サミ・ゼイン,ブラウン・ストローマン,ゴールダスト,Rトゥルース,カーティス・アクセル,ドルフ・ジグラー,ジェイ・ウーソ,ジミー・ウーソ,チャド・ゲイブル,ジェイソン・ジョーダン,プリモ,エピコ,ボー・ダラス,ジンダー・マハル,ヒース・スレイター,ライノ,アポロ・クルーズ,ビッグ・ショー,カート・ホーキンス,タイラー・ブリーズ,ファンダンゴ,ティアン・ビン,マーク・ヘンリー,タイタス・オニール,キリアン・デイン,モジョ･ローリー
- キックオフ・プレ・ショー -Kickoff Pre Show-/インターコンチネンタル王座戦 -WWE Intercontinental Championship-

○ディーン・アンブローズ(c) vs バロン・コービン●
- ○AJスタイルズ vs シェイン・マクマホン●
- WWEユナイテッドステイツ王座戦 -WWE United States Championship-

●クリス・ジェリコ(c) vs ケビン・オーウェンズ○
- フェイタル4ウェイ形式RAW女子王者決定戦 -Fatal Four Way Match for the WWE RAW Women's Championship-

○ベイリー(c) vs シャーロット・フレアー vs サーシャ・バンクス vs ナイア・ジャックス
- フェイタル4ウェイラダーマッチ形式WWE RAWタッグチーム王座戦 -Fatal Four Way ladder match for the WWE RAW Tag Team Championship-

アンダーソン & ギャロ―ズ(カール・アンダーソン&ルーク・ギャローズ）(c) vs エンツォ・アモーレ&ビッグ・キャス vs シェイマス&セザーロ vs ハーディー・ボーイズ(マット・ハーディー&ジェフ・ハーディー)○
当初はトリプルスレットマッチであったが、試合開始直前に急遽ハーディー・ボーイズの参戦が決定。
- 男女混合タッグ戦 -Mixed tag team match-

○ジョン・シナ&ニッキー・ベラ vs ザ・ミズ&マリース●
- ノン・サンクション戦 -Non sanctioned match-

○セス・ロリンズ vs トリプルH●
ロリンズは何が起こってもトリプルH夫妻とWWEを訴えられないというルール。
- WWE王座戦 -WWE Championship-

●ブレイ・ワイアット(c) vs ランディ・オートン○
- WWEユニバーサル王座戦 -WWE Universal Championship-

●ゴールドバーグ(c) vs ブロック・レスナー(w / ポール・ヘイマン) ○
- スマックダウン女子王座6パックチャレンジ戦 -Six pack challenge for the WWE SmackDown Women's Championship-

●アレクサ・ブリス(c) vs ベッキー・リンチ vs ナタリヤ vs ミッキー・ジェームス vs カーメラ vs ナオミ○
- ノー･ホールズ･バード･マッチ -No Holds Barred Match-

○ロマン・レインズ vs ジ・アンダーテイカー●

### 第34回大会 (2018年) WrestleMania 34
- 開催日 : 4月8日
- 開催場所 : ルイジアナ州ニューオーリンズのメルセデス・ベンツ・スーパードーム
- 観客動員数 : 78,133人
- 公式大会曲 : キッド・ロック - "Celebrate"

　  キッド・ロック - "New Orleans"
　  フレディ・キング - "Let the Good Times Roll"
- キックオフ・ショー -Kickoff Show-/30人形式アンドレ・ザ・ジャイアント・メモリアル・バトルロイヤル戦 -30 men battle royal for the Andre the Giant Memorial Trophy-

優勝者 マット・ハーディー
以下出場者 スコット・ドーソン,ダッシュ・ワイルダー,バロン・コービン,モジョ･ローリー,タイ・デリンジャー,ドルフ・ジグラー,ファンダンゴ,タイラー・ブリーズ,ゴールダスト,ヒース・スレイター,ライノ,ケイン,ザック・ライダー,プリモ・コロン,シェルトン・ベンジャミン,チャド・ゲイブル,エイデン・イングリッシュ,カート・ホーキンス,アポロ,ボー・ダラス,カーティス・アクセル,ルーク・ギャローズ,ゴールダスト,カール・アンダーソン,コナー,ビクター,マイク・ケネリス,Rトゥルース,シン・カラ,タイタス・オニール,マット・ハーディー
- キックオフ・ショー -Kickoff Show-/WWE クルーザー級王座トーナメント決勝戦 -Tournament final for the vacant WWE Cruiserweight Championship-

○セドリック・アレクサンダー vs ムスタファ・アリ●
- キックオフ・ショー -Kickoff Show-/20人形式女子バトルロイヤル戦 -20 women battle royal-

優勝者 ナオミ
以下出場者 サーシャ・バンクス,ナタリア,ルビー・ライオット,リヴ・モーガン,サラ・ローガン,ベッキー・リンチ,ベイリー,ラナ,ミッキー・ジェームス,マンディ・ローズ,ソーニャ・デヴィル,カーメラ,デイナ・ブルック,ビアンカ・ベルエア,ダコタ・カイ,カイリ・セイン,カビータ・デヴィ,ペイトン・ロイス,タイナーラ・コンティ,ナオミ
- トリプルスレット形式WWE インターコンチネンタル王座戦 -Triple Threat Match for the WWE Intercontinental Championship-(RAW)

ザ・ミズ(c) vs フィン・ベイラー vs セス・ロリンズ○
- WWE スマックダウン女子王座戦 -WWE SmackDown Women's Championship-

○シャーロット・フレアー(c) vs アスカ●
- フェイタル4ウェイ形式WWE ユナイテッドステイツ王座戦 -Fatal Four Way Match for the WWE United States Championship-(Smackdown LIVE)

ランディ・オートン(c) vs ボビー・ルード vs ルセフ (w / エイデン・イングリッシュ) vs ジンダー・マハル (w / スニル・シン)○
- 男女混合タッグ戦 -Mixed tag team match-

○ロンダ・ラウジー&カート・アングル vs トリプルH&ステファニー・マクマホン●
- トリプルスレット形式WWE スマックダウン タッグチーム王座戦 -Triple Threat Match for the WWE SmackDown Tag Team Championship-

ウーソズ（ジミー・ウーソ & ジェイ・ウーソ）(c) vs ニュー・デイ (コフィ・キングストン&ビッグ・E)(w / エグゼビア・ウッズ) vs ブラジオン・ブラザーズ (ハーパー&ローワン)○
- ○ジ・アンダーテイカー vs ジョン・シナ●
- ○ダニエル・ブライアン&シェイン・マクマホン vs ケビン・オーエンズ&サミ・ゼイン●

オーエンズとゼインは敗退すれば即解雇というルール。
- WWE RAW女子王座戦 -WWE RAW Women's Championship-

●アレクサ・ブリス(w / ミッキー・ジェームス)(c) vs ナイア・ジャックス○
- WWE王座戦 -WWE Championship-(Smackdown LIVE)

○AJスタイルズ(c) vs 中邑真輔●
- WWE RAWタッグチーム王座戦 -WWE RAW Tag Team Championship-

●シェイマス&セザーロ(c) vs ニコラス&ブラウン・ストローマン○
ニコラスは試合観戦していたWWEレフェリーのジョン・コーンの息子で、タッグマッチの都合上、ストローマンがパートナーとして据えたのみ。
- WWEユニバーサル王座戦 -WWE Universal Championship-(RAW)

○ブロック・レスナー(w / ポール・ヘイマン)(c) vs ロマン・レインズ●

## パロディCM
2005年のWrestleMania 21は映画の都ハリウッドがあるロサンゼルスで開催されたため、大会前にはWWEのスーパースターが出演するハリウッド映画をパロディにしたCMが放映された。一部は同年2月4日のさいたま大会でも流された。なお、以下の全バージョンがTV放送された後に人気投票が行われ、最多票を獲得したのはバティスタ等が出演した『タクシードライバー』のパロディ作品である。なお、同年のサマースラムでも夏季オリンピックをテーマにしたパロディCMが放映された。
- トリプルHとリック・フレアーが出演する『ブレイブハート』のパロディ
- ユージンとウィリアム・リーガル（当時タッグを組んでいた）が出演する『フォレスト・ガンプ』のパロディ
- ジョン・シナ、JBL、ジョナサン・コーチマンが出演する『ア・フュー・グッドメン』のパロディ
- ステイシー・キーブラー、クリス・ジェリコ、クリス・ベノワ、クリスチャン、メイ・ヤング、ファビュラス・ムーラが出演する「氷の微笑」のパロディ（男性陣はみな「クリス」である。）
- エディ・ゲレロとブッカー・Tが出演する『パルプ・フィクション』のパロディ
- ジ・アンダーテイカーが出演する『ダーティハリー』のパロディ
- クリスティ・ヘミー、カート・アングル、リンダ・マクマホンが出演する『恋人たちの予感』のパロディ
- ストーン・コールド・スティーブ・オースチンが出演する『グラディエーター』のパロディ（これはPPV当日初公開）
- ハイデンライク、バティスタ、ショーン・マイケルズ、レイ・ミステリオ、シェルトン・ベンジャミン、ダグ・バシャム、ダニー・バシャム、ビッグ・ショー、キャンディス・ミシェル、カリート・カリビアン・クール、タジリ、オーランド・ジョーダン、ジョイ、ジーン・スニツキー、ポール・ロンドン、タズ、チャボ・ゲレロ、ハードコア・ホーリー、モーリー・ホーリー、マイケル・コールが出演する『タクシードライバー』のパロディ。（主人公が振り向きざまに「俺に言ってるのか」と言うシーンを全員がギミックにあわせ思い思いに演じている。）